# Impressionnisme

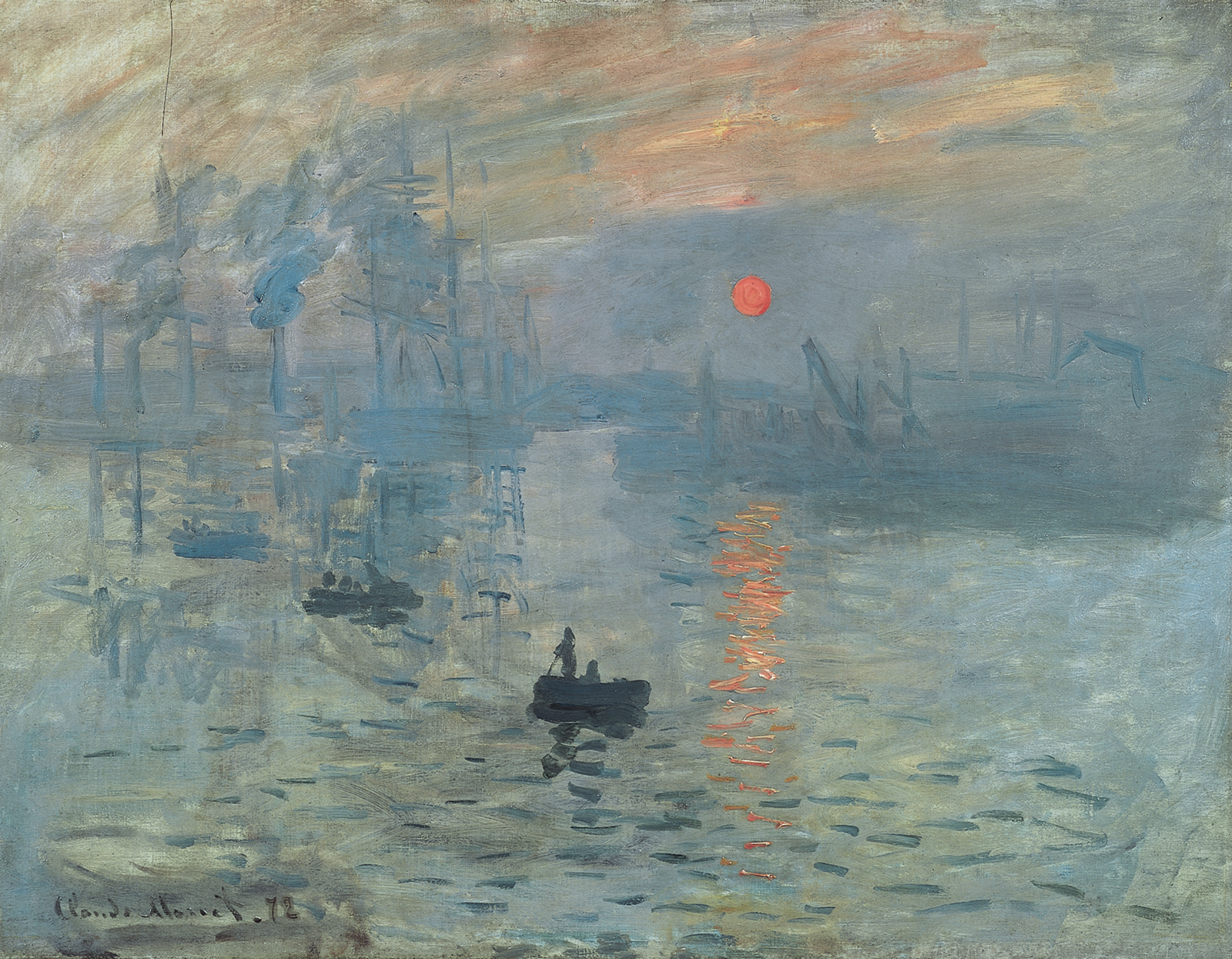
Claude Monet, Impression, soleil levant, 1872, Paris, Musée Marmottan Monet.

Vous lisez un « article de qualité » labellisé en 2021.
L'impressionnisme est un mouvement pictural apparu en France dans les années 1860 en opposition à l'art académique et visant à représenter le caractère éphémère de la lumière et ses effets sur les couleurs et les formes. Le groupe des impressionnistes se forme autour d'Édouard Manet, chef de file de l'avant-garde artistique dans les années 1860, qui ne participe cependant à aucune exposition impressionniste. Après plusieurs scandales et refus au Salon, la grande exposition annuelle d'artistes agréés par l'Académie des Beaux-Arts, de jeunes artistes décident de s'associer pour organiser des expositions indépendantes. Cette idée se concrétise en 1874, dans une exposition qui réunit trente artistes dont Paul Cézanne, Edgar Degas, Claude Monet, Berthe Morisot, Camille Pissarro, Auguste Renoir et Alfred Sisley. Le journaliste satirique Louis Leroy invente alors le terme « impressionnisme » à partir du tableau Impression, soleil levant de Monet, devenu depuis le nom du mouvement. Les artistes subissent d'abord des critiques violentes de la part de la presse et du public, mais ils sont soutenus par des collectionneurs qui permettent la tenue de leurs premières expositions, notamment Gustave Caillebotte.
L'impressionnisme commence à être accepté en 1880, grâce au soutien du nouveau gouvernement de Léon Gambetta et de critiques comme Émile Zola. Les œuvres font petit à petit leur entrée dans les musées, au Salon des artistes français, qui succède au Salon de l'Académie des Beaux-Arts, et sur le marché de l'art. Le marchand Paul Durand-Ruel joue un rôle crucial dans le soutien et la diffusion de l'impressionnisme, qui s'exporte aux États-Unis à partir de 1886, grâce à la peintre Mary Cassatt. Le mouvement y obtient un grand succès, qui participe à la consécration de Monet et au développement d'écoles impressionnistes hors de France au cours des années 1890. Cette décennie voit la mort de Morisot, Caillebotte et Sisley et la dispersion du groupe, tandis que se développent de nouvelles avant-gardes auxquelles adhèrent certains impressionnistes, comme Cézanne et Pissarro.
Les artistes impressionnistes créent une nouvelle esthétique opposée à l'art académique. Leur style apparaît pour la première fois dans les toiles peintes par Monet et Renoir à l'île de la Grenouillère, en 1869. Ils font primer la couleur sur le dessin, utilisent des compositions inhabituelles et une touche rapide, et composent généralement en plein air sur le motif. Tournés vers des sujets modernes, ils représentent principalement des paysages, des scènes de la vie intime et les loisirs de leur époque.

## Historique

### Contexte
L'École des Beaux-Arts de Paris s'emploie à perpétuer les principes esthétiques en vigueur, basés sur la peinture classique avec des sujets religieux, mythologiques ou historiques où la maîtrise du dessin prime. Les représentations de la vie quotidienne, le portrait, le paysage et la nature morte sont considérées comme mineures. La couleur est moins importante que le trait. L'apprentissage s'effectue en atelier en copiant les maîtres anciens.
À partir de 1863, de petits ateliers où on enseigne la peinture permettent d'échapper au carcan de l'enseignement académique. Le Salon des refusés de la même année cristallise la rupture avec le passé et reflète l'augmentation du nombre d'artistes et la diversité des styles. La table est mise pour moderniser la peinture.

### 1859-1874: prémices

#### Pré-impressionnisme

William Turner, L'Incendie du Parlement, 1835, Cleveland, Museum of Art.

Pour l'historienne de l'art Sophie Monneret, le terme pré-impressionnisme « s'applique à la manière, suggestive, esquissée, qui chez maint artiste prélude plus ou moins directement à la technique impressionniste ». Une première rupture significative dans la peinture de paysage remonte à John Constable et William Turner, qui renoncent aux paysages romantiques et adoptent la simplicité pour Constable et l'instantanéité pour Turner, auxquelles se rattachent les impressionnistes. La disparition du dessin au profit de la couleur qui caractérise certaines toiles de Turner se retrouve notamment chez Monet. Dans la seconde moitié du XIXe siècle, les artistes modernes européens recherchent généralement à représenter la lumière et à composer en plein air, comme le montre le groupe italien des Macchiaioli, contemporains des impressionnistes avec lesquels ils sont parfois en contact via Degas.
En France, les paysages de Camille Corot rompent eux aussi avec la tradition, et il est refusé au Salon de 1843. Il est directement lié aux impressionnistes, donnant des leçons aux sœurs Berthe et Edma Morisot et à Pissarro dans les années 1860, et son influence se fait sentir sur tout le groupe. Le style novateur de Delacroix peut être rattaché au pré-impressionnisme, dans sa manière de créer les atmosphères de ses tableaux et dans sa touche divisée. Les impressionnistes se référent aussi à un certain nombre de paysagistes de la génération précédente, parmi lesquels Théodore Rousseau et Jean-François Millet, peintres de l'École de Barbizon aux couleurs vives et à la touche rapide, dont l'influence est visible dans les premières toiles que les futurs impressionnistes exposent au Salon.
Trois peintres, par leurs liens directs avec ces jeunes artistes, mènent le pré-impressionnisme au terme de son évolution : Eugène Boudin, Johan Jongkind et François Daubigny. Les deux premiers ont notamment enseigné à Monet, le dernier en est un ami proche et un futur défenseur de l'impressionnisme.

#### Futurs impressionnistes et le Salon

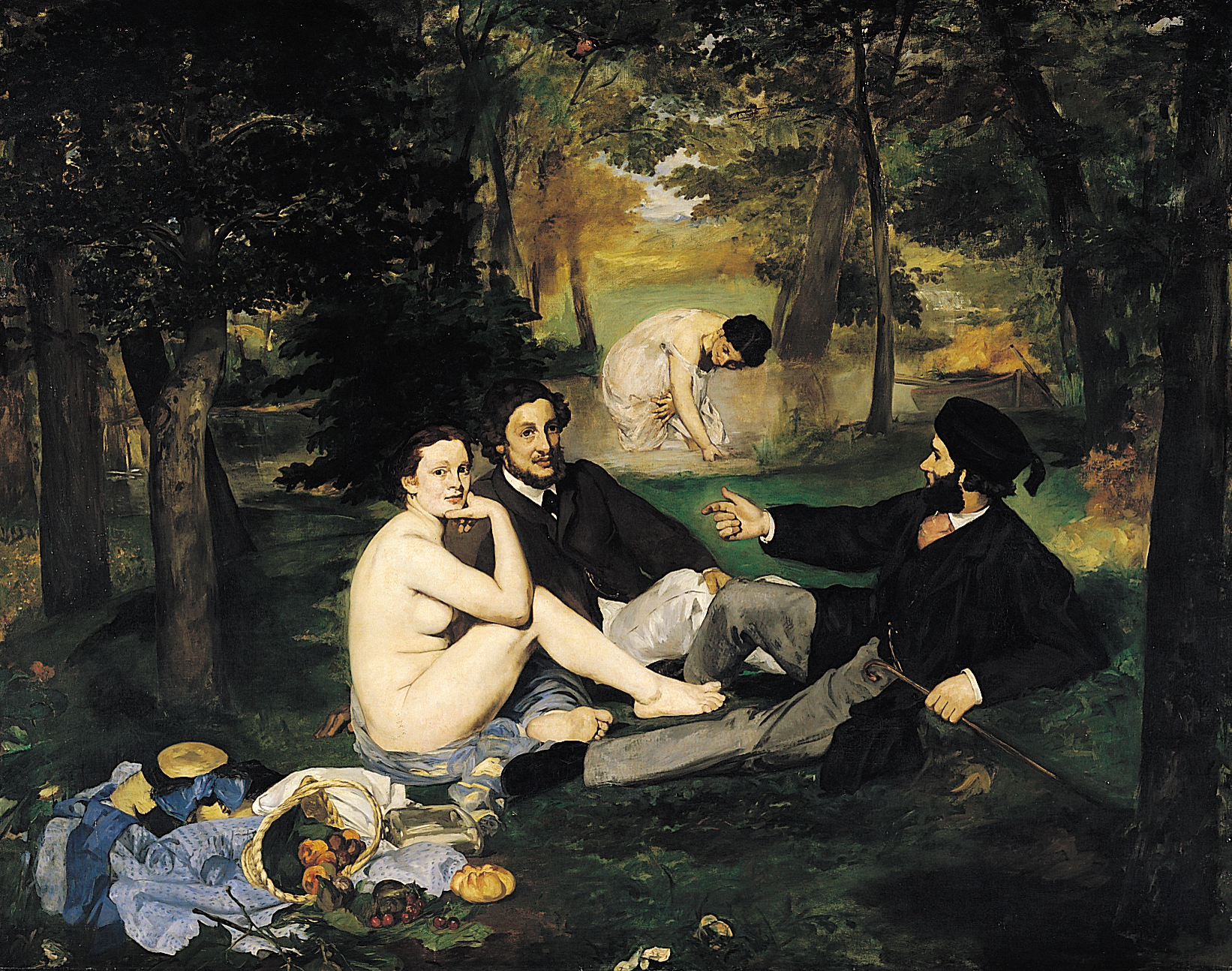
Édouard Manet, Le Déjeuner sur l'herbe, 1863, Paris, Musée d'Orsay.

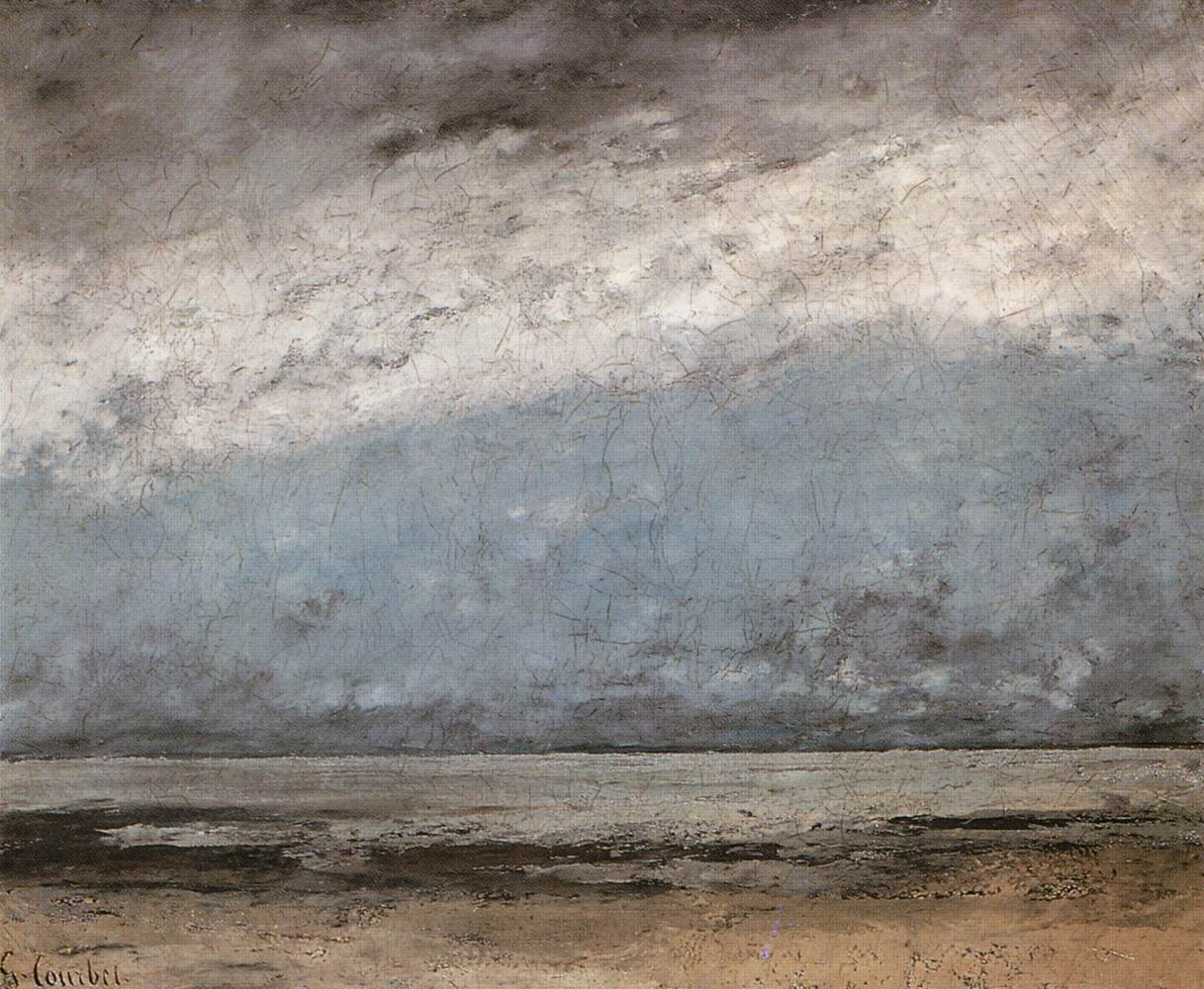
Gustave Courbet, La Mer près de Trouville, 1865, Cologne, musée Wallraf Richartz.

Dans la décennie 1860-1870, les différents artistes qui composeront le groupe impressionniste souhaitent avant tout exposer au Salon, exposition annuelle des peintres agréés par l'Académie des Beaux-Arts, la plus grosse manifestation artistique de l'époque et le seul moyen de se faire connaître. L'année 1859 peut être retenue comme une date clé, avec l'arrivée à Paris de Monet et le retour de Degas, les premiers envois au Salon de Pissarro, qui y est accepté, et de Manet, Fantin-Latour et Whistler, refusés,. Courbet, l'influent maître des réalistes et amateur de plein air, n'y expose pas. Il est pourtant abondamment cité par la critique qui voit en lui ou bien le responsable de la médiocrité contemporaine, ou bien un artiste novateur, notamment sous la plume des critiques qui soutiendront plus tard les impressionnistes, comme Émile Zola et Zacharie Astruc. D'une manière générale, la critique considère que le Salon de 1859 acte le déclin de la peinture d'histoire, remplacée par le paysage et la scène de genre ; et si le savoir-faire des peintres est reconnu, ils manquent de l'ambition nécessaire à l'apparition d'un style nouveau.
Pour le critique Jules-Antoine Castagnary, futur défenseur des impressionnistes, c'est du côté du paysage qu'il faut voir les signes d'une « révolution nouvelle » qui succédera au romantisme. Camille Corot, François Daubigny et Théodore Rousseau sont parmi les paysagistes à succès. Degas et Monet, qui visitent tous deux le Salon de 1859, font part de leurs impressions à leurs mentors — Gustave Moreau pour l'un, Eugène Boudin pour l'autre. Degas fait part de son admiration nouvelle pour Delacroix, qui n'est pas partagée par Monet, plus intéressé par Constant Troyon et surtout Daubigny.
En 1859, ceux qui deviendront les impressionnistes ne se connaissent pas, excepté Fantin-Latour et Whistler. Le groupe se forme à partir de 1860 : Degas, Manet, Fantin-Latour et les sœurs Morisot se rencontrent au Louvre ; Pissarro, Guillaumin et Cézanne font connaissance à l'académie Suisse en 1861 ; à partir de 1862, Monet, Bazille, Renoir et Sisley étudient ensemble dans l'atelier de Gleyre,, ancien maître de Whistler.
En 1863, année de la mort de Delacroix, Manet fait sa première exposition personnelle à la galerie Martinet à Paris, tandis que son Bain (intitulé Le Déjeuner sur l'herbe depuis 1867) fait scandale au Salon des refusés : référence implicite à la prostitution, nu réaliste en opposition aux nus mythologiques, peinture considérée comme « sale » par les critiques et le public. Au cours des années 1860, ses scandales répétés au Salon font de lui le chef de file du modernisme, et il s'impose dans ce rôle au sein du groupe des Batignolles.

#### Groupe des Batignolles

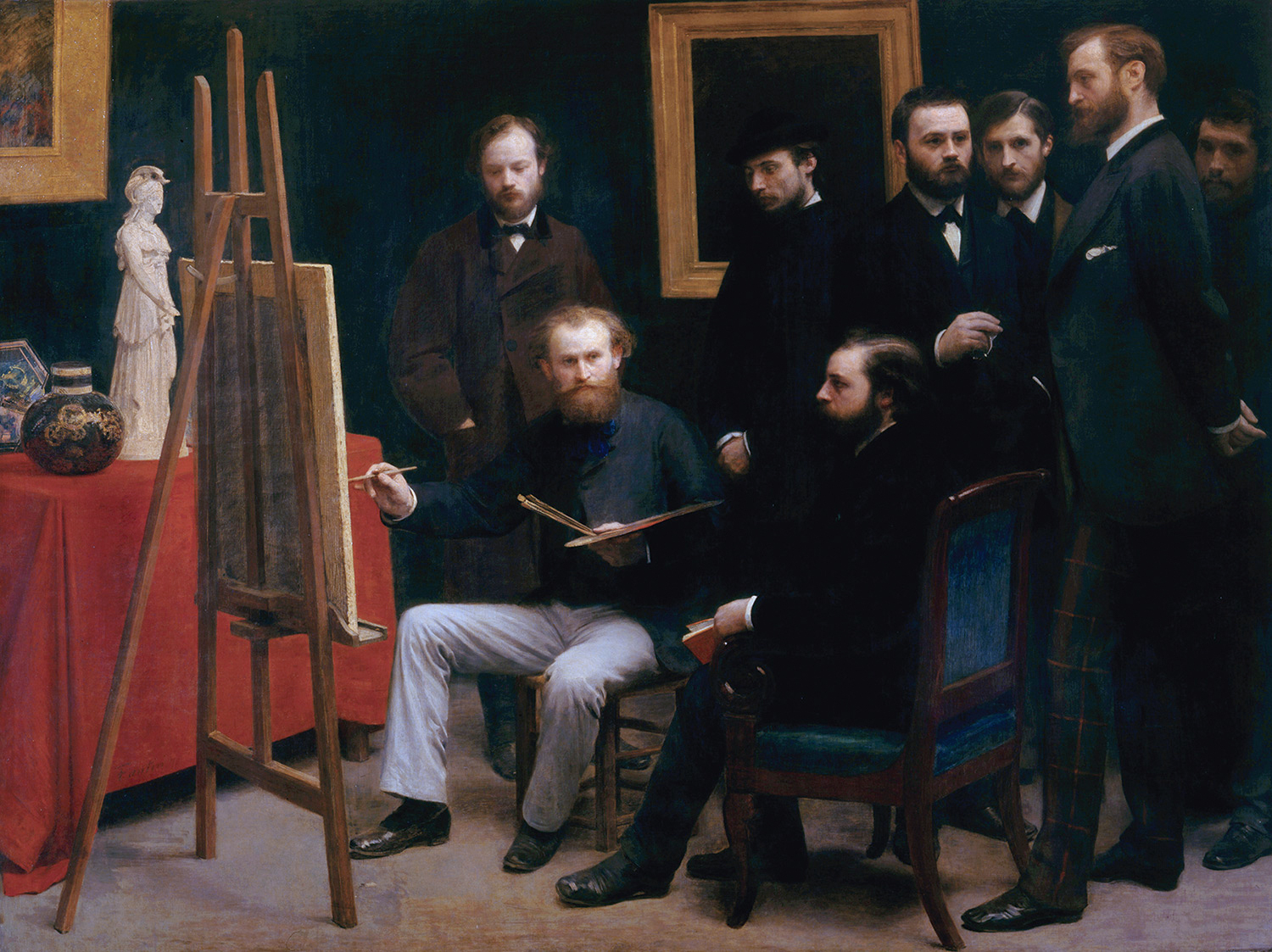
Henri Fantin-Latour, L'Atelier des Batignolles, 1870, Paris, Musée d'Orsay. Manet, peignant au centre, est entouré entre autres de Bazille, Renoir et Monet.

À partir de 1866, plusieurs artistes et personnalités liées au monde de l'art se retrouvent régulièrement au café Guerbois, Grande-Rue-des-Batignolles dans le quartier des Batignolles. Le café est proche de l'atelier de Manet, et il est la personnalité la plus forte de ces réunions,, où échangent les futurs impressionnistes, des critiques et des écrivains (Zola, Zacharie Astruc, Louis Edmond Duranty, Armand Silvestre), des peintres (Constantin Guys, Adolphe Monticelli, Alfred Stevens, Carolus-Duran), et d'autres personnalités (notamment Nadar, chez qui aura lieu la première exposition impressionniste, ou le collectionneur Ernest Hoschedé),. Les jeunes artistes s'enrichissent mutuellement de leurs origines diverses et de leurs modèles respectifs, prônant leurs influences internationales en opposition à la peinture « nationale » des Beaux-Arts. Ce cosmopolitisme est pointé du doigt par une partie de la critique dès les années 1860.

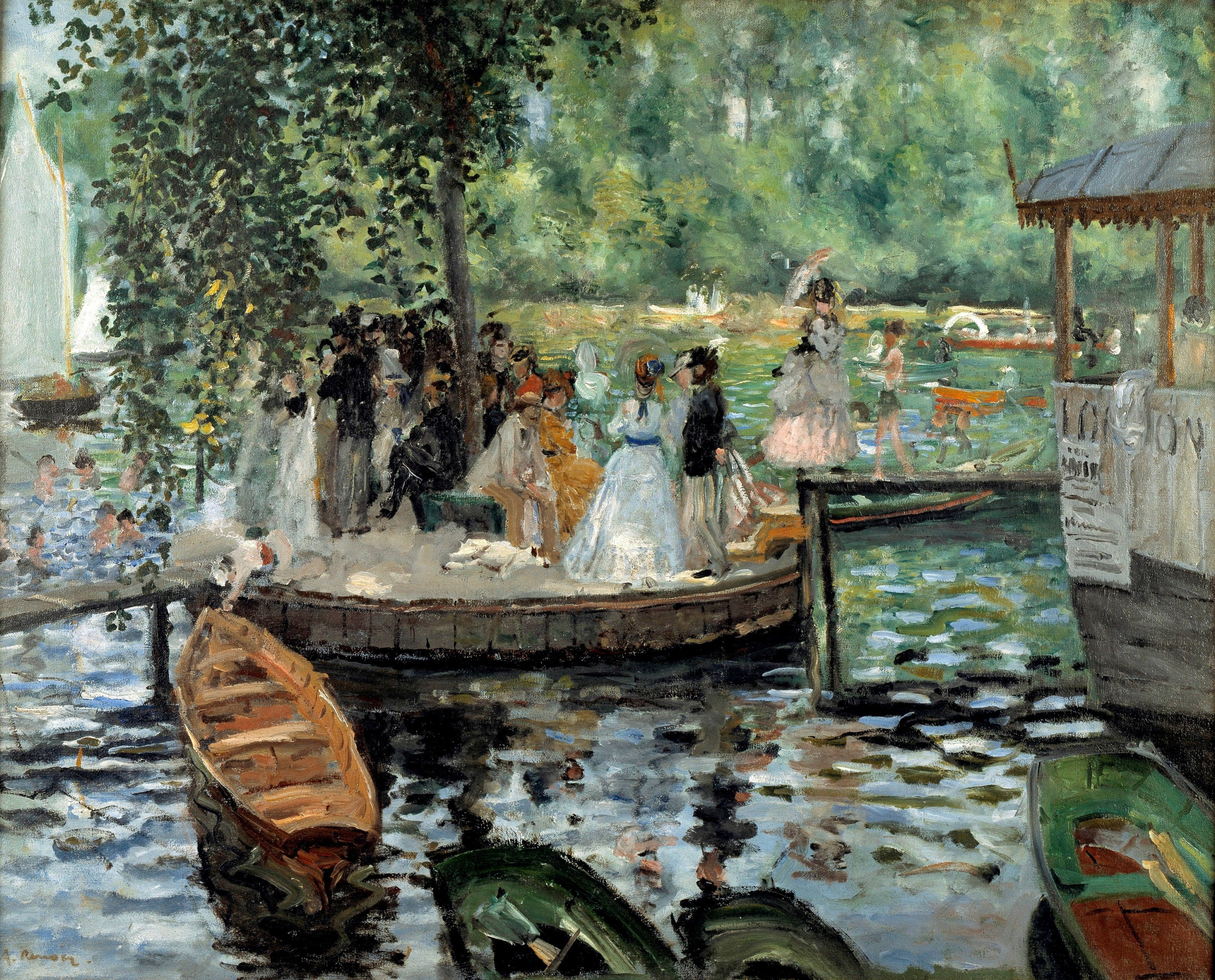
Auguste Renoir, La Grenouillère, 1869, Stockholm, Nationalmuseum.

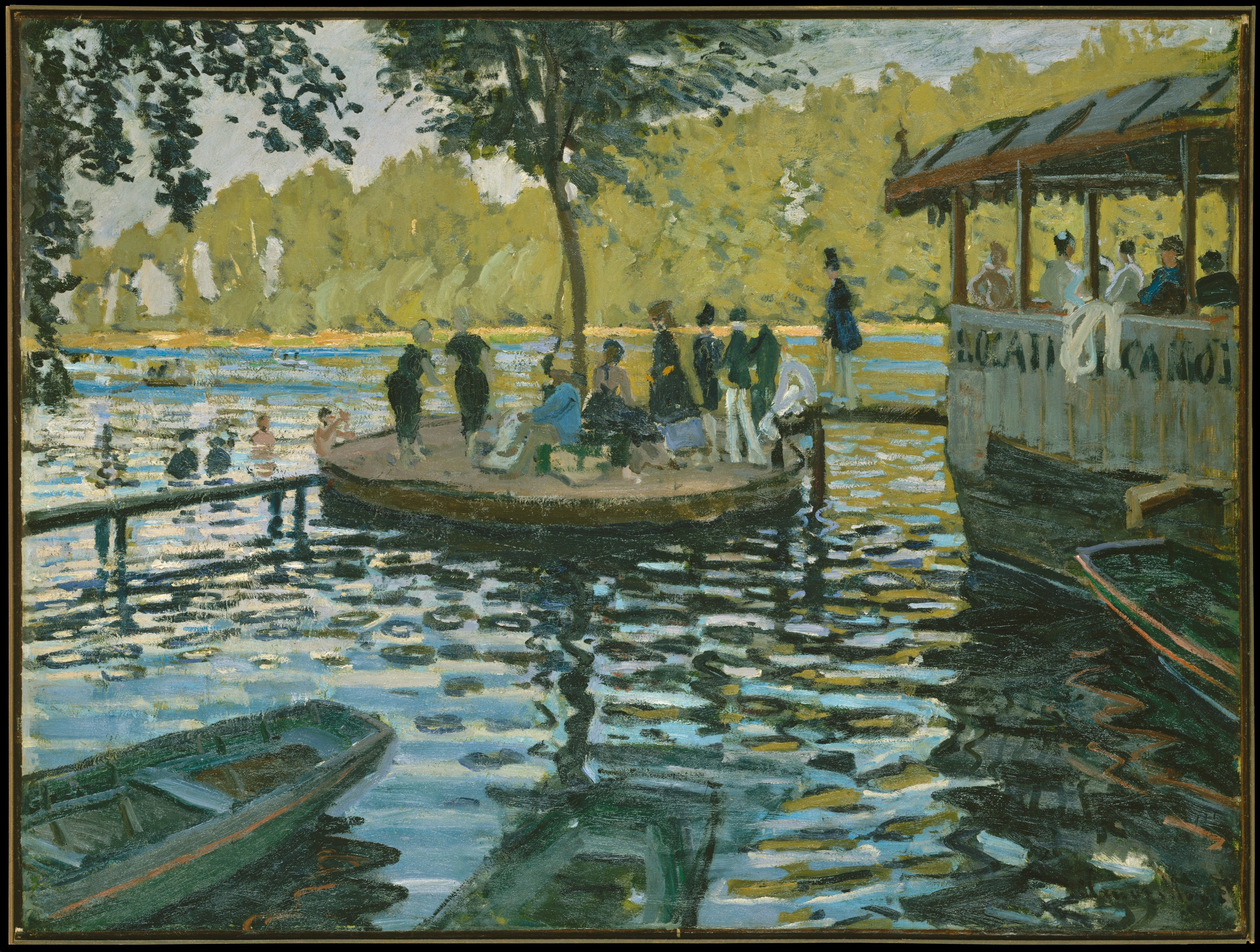
Claude Monet, La Grenouillère, 1869, New York, Metropolitan Museum of Art.

En 1867, face à la sévérité du jury du Salon, une pétition est signée par Cézanne, Renoir, Bazille et Pissarro pour demander un nouveau Salon des refusés, sans succès. Mais le Salon est peu visité, puisque se tient au même moment l'Exposition universelle, où Manet est refusé ; en réponse, il installe un pavillon et tient sa propre exposition près du pont de l'Alma, tout comme Courbet au même moment,. Le groupe des Batignolles fait alors le projet de louer une salle pour organiser ses propres expositions, avec le soutien de Courbet, Camille Corot, Narcisse Diaz et François Daubigny, une idée qui aboutit en 1874 à la première exposition impressionniste. En 1868, le jury se montre plus clément, et les jeunes artistes — excepté Cézanne — sont reçus au Salon.
Pour décrire les œuvres de ces peintres modernistes, « impression » est très utilisé dans la critique, pour eux comme pour d'autres artistes qui ne feront pas partie du groupe impressionniste. À la fin des années 1860, les œuvres du groupe des Batignolles s'éclaircissent et leur touche s'allège, en imitant l'aquarelle de plus en plus à la mode. En 1869, Renoir et Monet peignent plusieurs toiles à La Grenouillère sur l'île de Croissy, site très convoité par la bourgeoisie, sur les bords de Seine, qui préfigurent nettement l'impressionnisme des années 1870. Ces toiles sont considérées comme les premières réalisées dans le style impressionniste, où les objets sont définis par la lumière et les reflets qu'elle crée. L'esthétique propre à ce que l'on nomme alors l'« école des Batignolles » transparaît au Salon de 1870, où sont exposées notamment La Leçon de musique de Manet, L'Odalisque de Renoir, La Lecture de Morisot, Madame Camus en rouge de Degas, et des Vues du canal Saint-Martin en hiver de Sisley.

#### Conséquences de la guerre de 1870
La guerre franco-allemande de 1870-1871 a des conséquences importantes sur le groupe : mort au combat de Bazille, dispersion des membres mobilisés à Paris (Degas, Manet) ou en province (Renoir), exil à Londres (Pissarro, Monet). Le marchand d'art Paul Durand-Ruel, qui s'est aussi réfugié à Londres, rencontre alors Monet par l'intermédiaire de Daubigny.
Entre 1870 et 1874, sa galerie londonienne accueille déjà des œuvres du groupe des Batignolles à côté de paysagistes de Barbizon, au cours de sept expositions,. En 1872, il achète ses premières œuvres à Monet, et par la suite à Degas, Pissarro, Sisley, Renoir et Manet.
Après la guerre, le groupe ne retrouve pas tout de suite son unité : Degas part dans sa famille à la Nouvelle-Orléans, Sisley a perdu sa fortune, plusieurs artistes liés à la Commune ne sont pas tranquilles, et les environs de Paris, où ils se plaisaient à peindre, ont été détruits. Monet et Guillaumin sont refusés au Salon de 1870, et Monet, avec Pissarro et Sisley, ne se présente à aucun Salon d'après-guerre, malgré la tenue d'un nouveau Salon des refusés en 1873, préférant s'imposer grâce à leur projet d'expositions collectives qui verra le jour en 1874 via la création pour cette occasion de la Société anonyme des artistes peintres, sculpteurs et graveurs en décembre 1873.

### 1874-1879: affirmation et critiques

#### Exposition de 1874

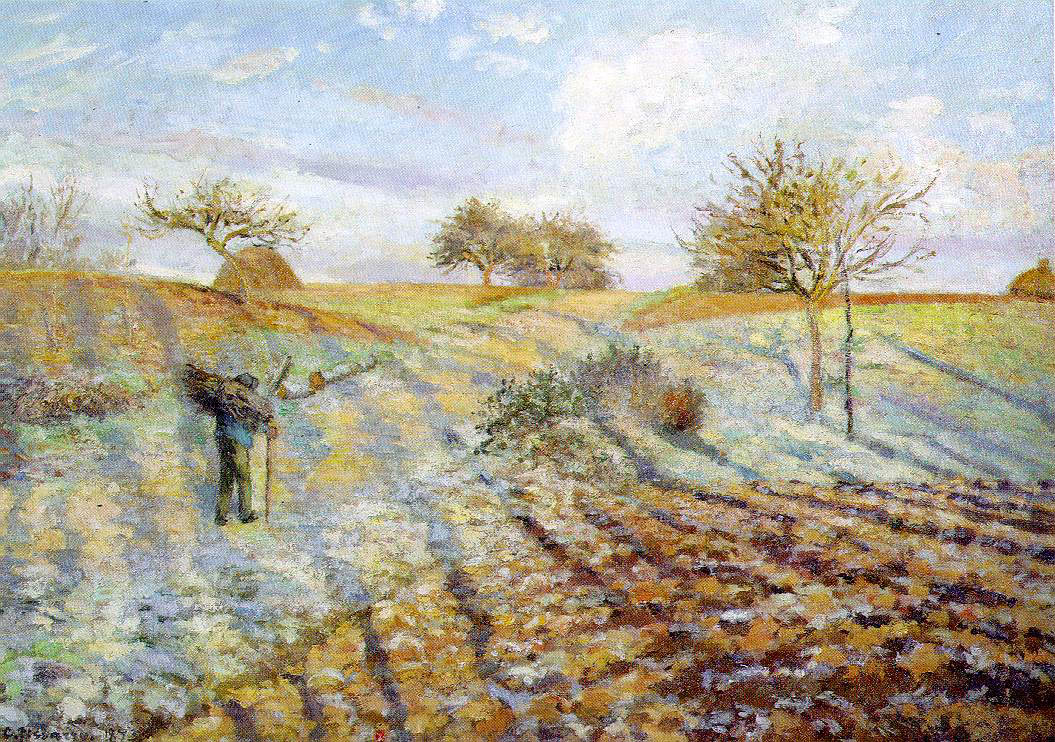
Camille Pissarro, Gelée blanche, 1873, Paris, Musée d'Orsay.

Le projet d'expositions collectives se concrétise du 15 avril au 15 mai 1874 — volontairement en même temps que le Salon officiel — après qu'Ernest Hoschedé a vendu avec succès plusieurs toiles du groupe des Batignolles en janvier de la même année. L'exposition est organisée par l'éphémère Société anonyme des artistes peintres, sculpteurs et graveurs, dans les anciens ateliers Nadar, lieu prestigieux sur le boulevard des Capucines, à Paris. Elle vise à présenter des artistes modernes au sens large, dont le choix ne fait pas l'unanimité : ainsi, Degas promeut une participation d'artistes de tous bords, tandis que Monet refuse ceux qui se permettent de faire des concessions pour exposer au Salon. C'est finalement le mélange des styles qui gagne, avec 175 œuvres de 30 peintres plus ou moins avant-gardistes ; pour la plupart d'entre eux, c'est la seule exposition dite « impressionniste » à laquelle ils participent.
Ceux qui retiennent le plus l'attention sont Degas, Renoir et Monet. Impression, soleil levant, peint par ce dernier, va donner son nom au nouveau style sous la plume satirique de Louis Leroy, journaliste au Charivari,. Cependant, la presse n'est pas aussi négative que le laisse entendre le seul exemple de Leroy, et c'est à partir de la deuxième exposition que les artistes subissent des critiques plus véhémentes. L'exposition de 1874, bien qu'ayant été un échec commercial qui mène à la dissolution de la Société anonyme des artistes peintres, attire environ 3 500 visiteurs et donne confiance aux impressionnistes dans le bien-fondé de leur mouvement. Sophie Monneret considère cette période comme la « quintessence » de l'impressionnisme.

#### Premiers collectionneurs

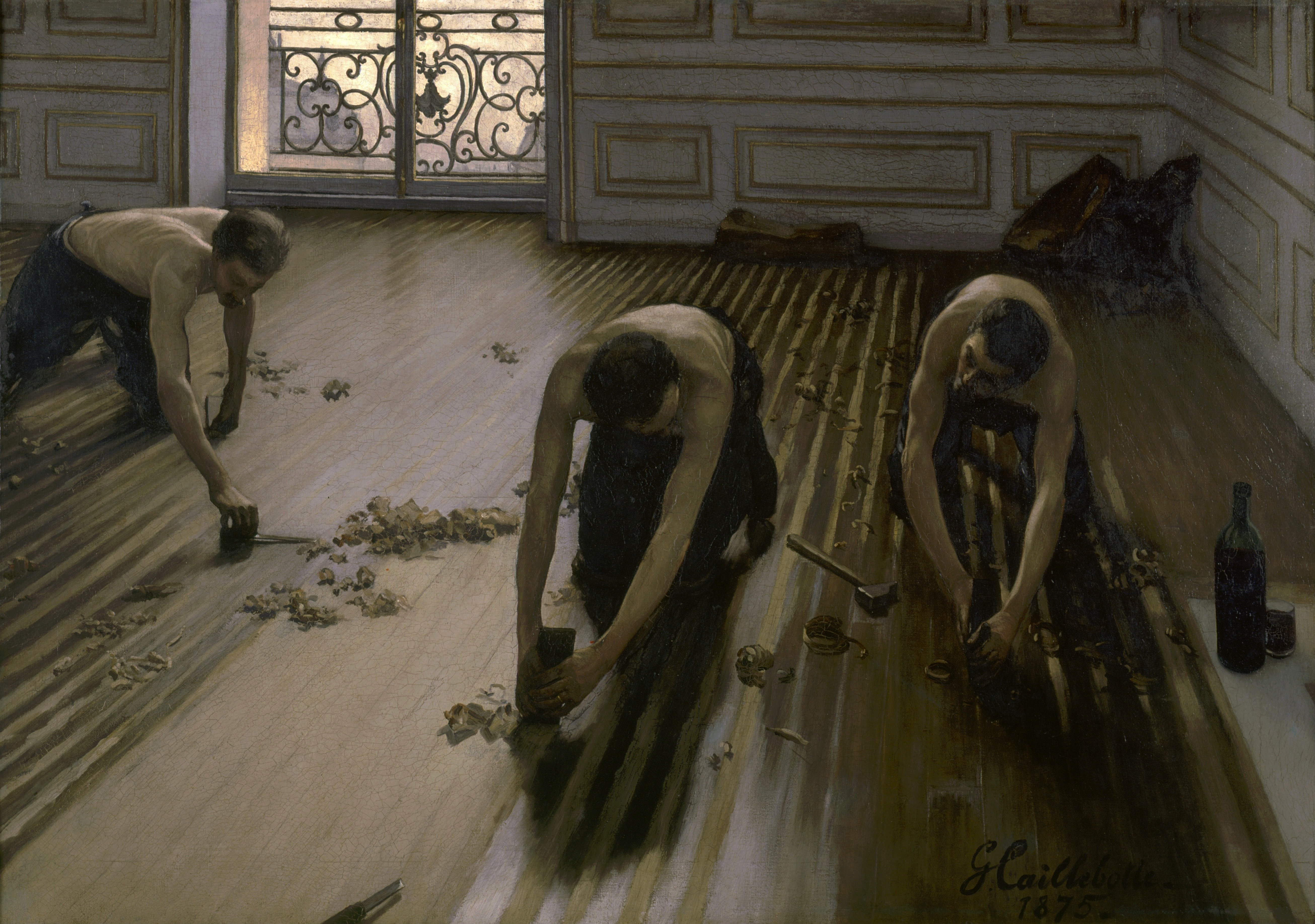
Gustave Caillebotte, Les Raboteurs de parquet, 1875, Paris, Musée d'Orsay.

Après les réactions mitigées à la première exposition, la première vente impressionniste organisée le 24 mars 1875 à l'hôtel Drouot par Monet, Sisley, Renoir et Berthe Morisot, est catastrophique : elle fait éclater une émeute, et seulement la moitié des œuvres est vendue,. Durand-Ruel, rentré à Paris, ne soutient plus aussi activement les artistes, à cause de la récession économique, et ne reprendra ses achats qu'en 1881. Cependant, l'art moderne commence à intéresser des collectionneurs, qui se manifestent lors de cette vente : parmi eux, Victor Chocquet, ami de Renoir et Cézanne, qui constitue une importante collection à partir de cette date, le baryton Jean-Baptiste Faure, ainsi que Georges Charpentier, grâce auquel auront lieu plusieurs expositions individuelles (de Renoir en 1879, Manet et Monet en 1880, Sisley en 1881). Son épouse Marguerite, peinte par Renoir à deux reprises, soutient elle aussi les impressionnistes et les invite à ses soirées mondaines, où ils ont l'occasion de rencontrer Gambetta, Flaubert, Huysmans, les frères Goncourt, Paul Bérard, Alphonse Daudet ou Jules Ferry.
Cette aide financière apportée par les collectionneurs est primordiale pour la tenue des expositions, notamment les premières, et certains d'entre eux sont aussi peintres : Henri Rouart, qui participe aux expositions impressionnistes de 1874 à 1886, Gustave Caillebotte à partir de 1876, Charles de Meixmoron ou Auguste de Molins, exposants en 1874. À Rouen, à la suite de Léon Monet, l'un des premiers collectionneurs des impressionnistes, François Depeaux, un industriel rouennais, a collectionné des centaines de tableaux impressionnistes, soutenant ainsi Monet, Renoir, Pissarro et Sisley dans les années 1880-1890.

#### Attaques de la critique et fragilisation du groupe

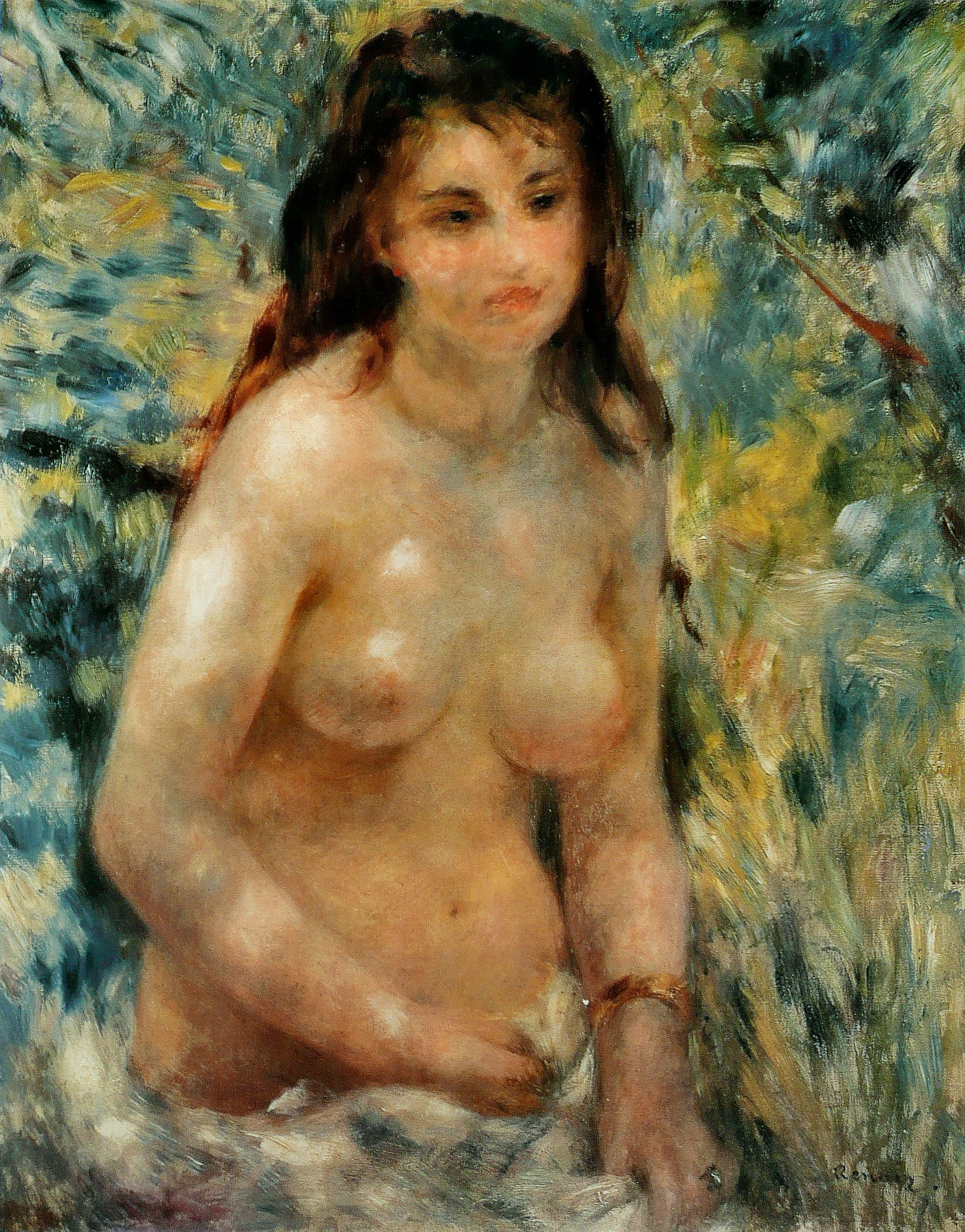
Auguste Renoir, Étude. Torse, effet de soleil, v. 1876, Paris, Musée d'Orsay.

La deuxième exposition impressionniste a lieu en 1876 chez Durand-Ruel, en même temps que s'affirment le soutien financier de Caillebotte et la radicalité du groupe, qui adopte officiellement le titre « impressionniste ». Le critique Duranty rapporte des propos du peintre académique Eugène Fromentin : « Le plein air, la lumière diffuse, le vrai soleil prennent aujourd'hui dans la peinture une importance qu'on ne leur avait jamais reconnue, et que, disons-le franchement, ils ne méritent point d'avoir… » D'autres sont plus hostiles, jugeant que Torse, effet de soleil de Renoir représente la « putréfaction d'un cadavre » ou les « tons violacés de la viande qui rancit ». Les reproches sur le style ne sont qu'un aspect de la critique, qui traite les impressionnistes d'aliénés ou de communards dans un contexte de méfiance vis-à-vis des modernistes — principalement après la condamnation de Courbet pour sa participation à la Commune —. Dans les années qui suivent l'exposition, Durand-Ruel échappe de peu à la ruine et ne peut plus vendre sous son nom ; Ernest Hoschedé, en faillite en 1878, vend à perte des dizaines d'œuvres ; les artistes participant aux expositions impressionnistes sont interdits de Salon en 1877, faisant partir ceux qui espèrent encore une reconnaissance officielle, comme Cézanne qui ne participe à plus aucune exposition impressionniste,. L'intransigeance dont faisaient preuve les grandes figures du mouvement à ses débuts ne tient pas face à la pression politique, à l'importance tenace du Salon et aux difficultés financières. Ainsi, Renoir et Sisley sont absents de la troisième exposition de 1879, Monet de la quatrième en 1880, et en fin de compte Caillebotte, Monet, Renoir et Sisley manquent à la cinquième exposition, en 1881. Ils se tournent de nouveau vers les institutions officielles, profondément transformées et libéralisées par le gouvernement de Gambetta, notamment le Salon des Artistes Français qui succède au Salon de l'Académie des Beaux-Arts en 1880.

### 1880-1886: acceptation politique et stylistique

#### Impressionnisme etIIIeRépublique

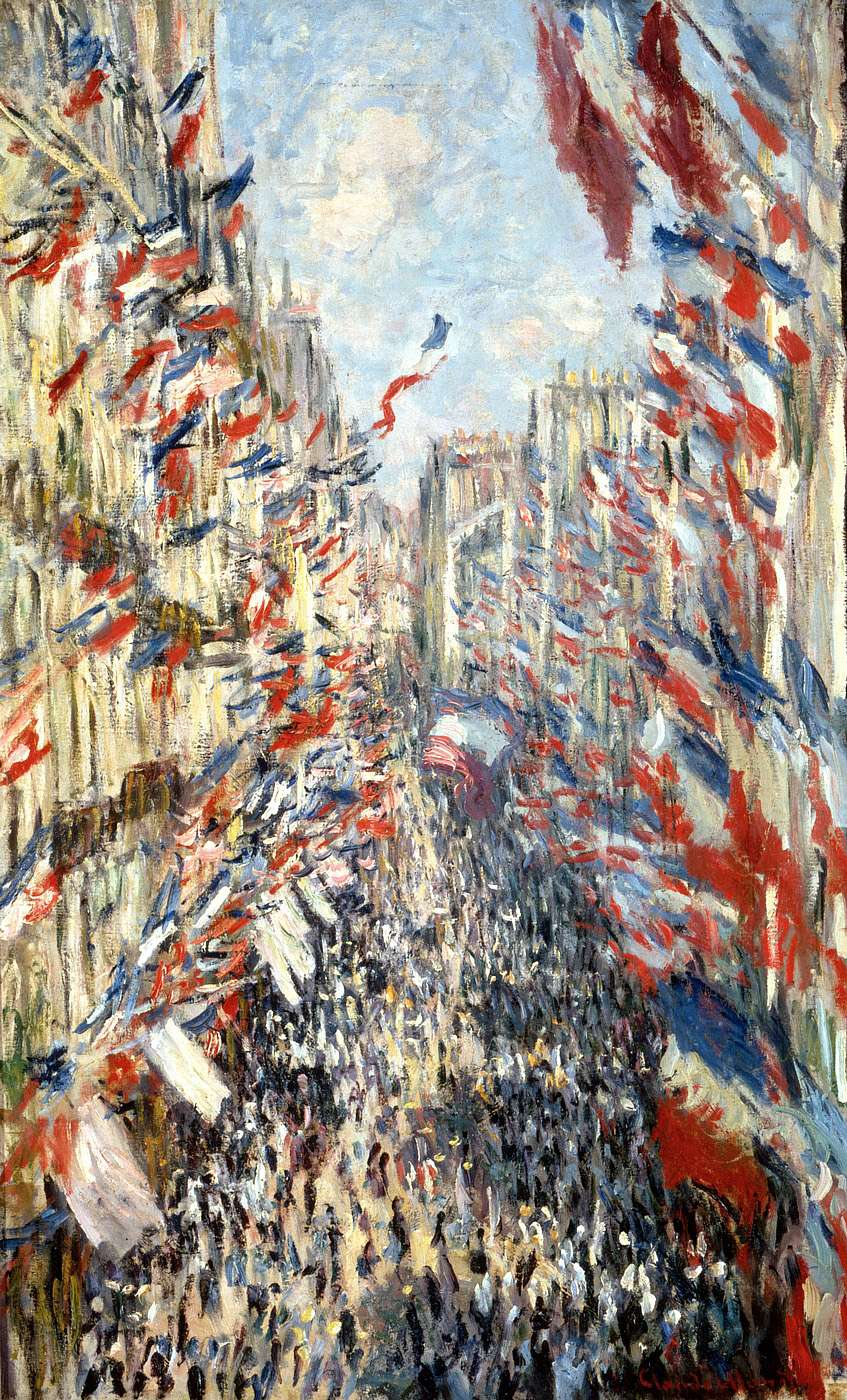
Claude Monet, La rue Montorgueil, 1878, Paris, Musée d'Orsay.

Les années 1880 voient des divergences au sein du groupe : Renoir et Sisley s'assagissent, de même que Monet en manque d'argent ; au contraire, les difficultés financières n'inquiètent pas Degas et Cézanne, qui continuent d'innover, et Pissarro, anarchiste, reste le plus intransigeant face au Salon et au nouveau contexte marchand qui se met en place. Dans le même temps, soutenu par plusieurs critiques mais surtout par le nouveau gouvernement de Gambetta, l'impressionnisme se fait petit à petit une place dans la peinture française. Les accents républicains dans certaines toiles de Monet, comme La rue Montorgueil, sont appréciés et le nouveau régime politique joue en la faveur des peintres modernes : Jules-Antoine Castagnary et Antonin Proust, amis et défenseurs des impressionnistes, sont nommés directeur des Beaux-Arts et ministre des Arts. Après la période de méfiance au sortir de la Commune, les peintres modernes sont désormais considérés comme des dignes représentants de la peinture française : Manet reçoit la Légion d'honneur en 1881, et une exposition posthume lui est consacrée aux Beaux-Arts en 1884.

#### Peintres du «juste milieu» et succès marchand
L'acceptation de l'impressionnisme passe aussi par plusieurs peintres académiques qui exploitent un traitement de la lumière et une instantanéité propres au mouvement, tout en gardant une touche lisse qui assure leur succès auprès du public — Jules Bastien-Lepage représente pour Zola un « impressionnisme corrigé, adouci, mis à la portée de la foule », alors que pour le critique Charles Tardieu, l'impressionnisme « se nettoie ; il met des gants. Bientôt il dînera en ville ». Outre Bastien-Lepage, les principaux représentants de cette peinture du « juste milieu » sont Henri Gervex, Jean-François Raffaëlli, John Singer Sargent, Albert Edelfelt. Cet impressionnisme « adouci », plus à même de plaire aux amateurs d'art, participe à la diffusion des nouveaux principes esthétiques.
L'impressionnisme se faisant une place au Salon, le soutien de Durand-Ruel est suivi par celui d'autres grands marchands d'art. À partir de 1882, Georges Petit participe lui aussi activement à la montée en cote des impressionnistes, grâce à sa luxueuse galerie parisienne où il organise des « expositions internationales » qui attirent l'élite des collectionneurs. Ses expositions ne sont pas strictement avant-gardistes, et des peintres tels que Jean-Léon Gérôme y participent. Durand-Ruel est un soutien plus fervent de la modernité, et il joue un rôle important dans la diffusion et l'acceptation de l'impressionnisme, grâce à ses contacts et à des expositions en Europe et aux États-Unis.

### 1886-1920: succès national et international

#### Impressionnisme aux États-Unis

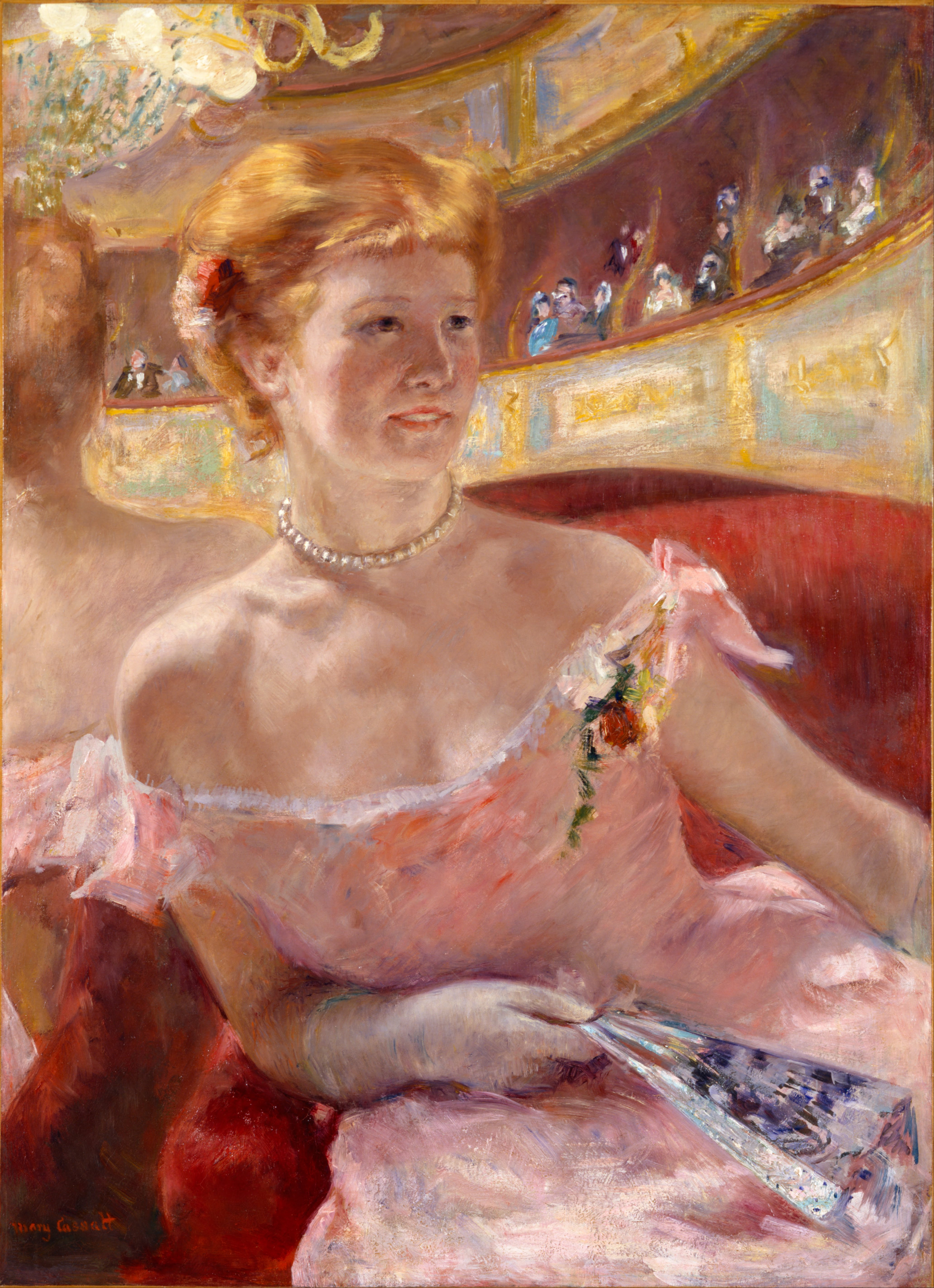
Mary Cassatt, Femme avec un collier de perles dans une loge, 1879, Philadelphia Museum of Art.

1886 est à la fois l'année de la dernière exposition impressionniste et celle du début du succès international. Mary Cassatt, qui participe aux expositions impressionnistes depuis 1877, joue un rôle majeur dans le développement du mouvement aux États-Unis. Dès le début des années 1880, elle collectionne des œuvres et sert d'intermédiaire auprès de ses proches, qui commencent à en acheter eux aussi. Elle est proche des époux Louisine et Henry Havemeyer, qui constituent à partir de 1883 une collection d'œuvres impressionnistes et soutiennent grandement Durand-Ruel. Ce dernier, après une première exposition mitigée à Boston en 1883, gagne le marché américain en 1886 grâce à James F. Sutton, directeur de l'American Art Association, qui l'invite à réaliser une exposition tous frais payés à New York. C'est un tel succès auprès du public et de la presse que Durand-Ruel ouvre une galerie à New York en 1887,, et l'année suivante, ses concurrents Boussod et Valladon s'y installent eux aussi.
Cet intérêt des collectionneurs américains pour l'impressionnisme explique que plusieurs œuvres majeures se trouvent désormais dans des musées aux États-Unis et a contribué à faire de Monet la figure la plus connue du mouvement. Une colonie d'artistes nord-américains se forme auprès de lui, à Giverny, dans les années 1886-1887 — parmi eux, Willard Metcalf, Theodore Robinson et le canadien William Blair Bruce —, qui exportent le style des Meules.
Le transfert des œuvres aux États-Unis ne se fait pas sans quelques réticences. Monet est inquiet de voir ses toiles « partir au pays des Yankees » et lance, avec Sargent, une souscription destinée à faire entrer Olympia dans les collections de l'État français, alors qu'un collectionneur américain faisait des propositions d'achat à la veuve de Manet.

#### Consécration du mouvement et dispersion du groupe

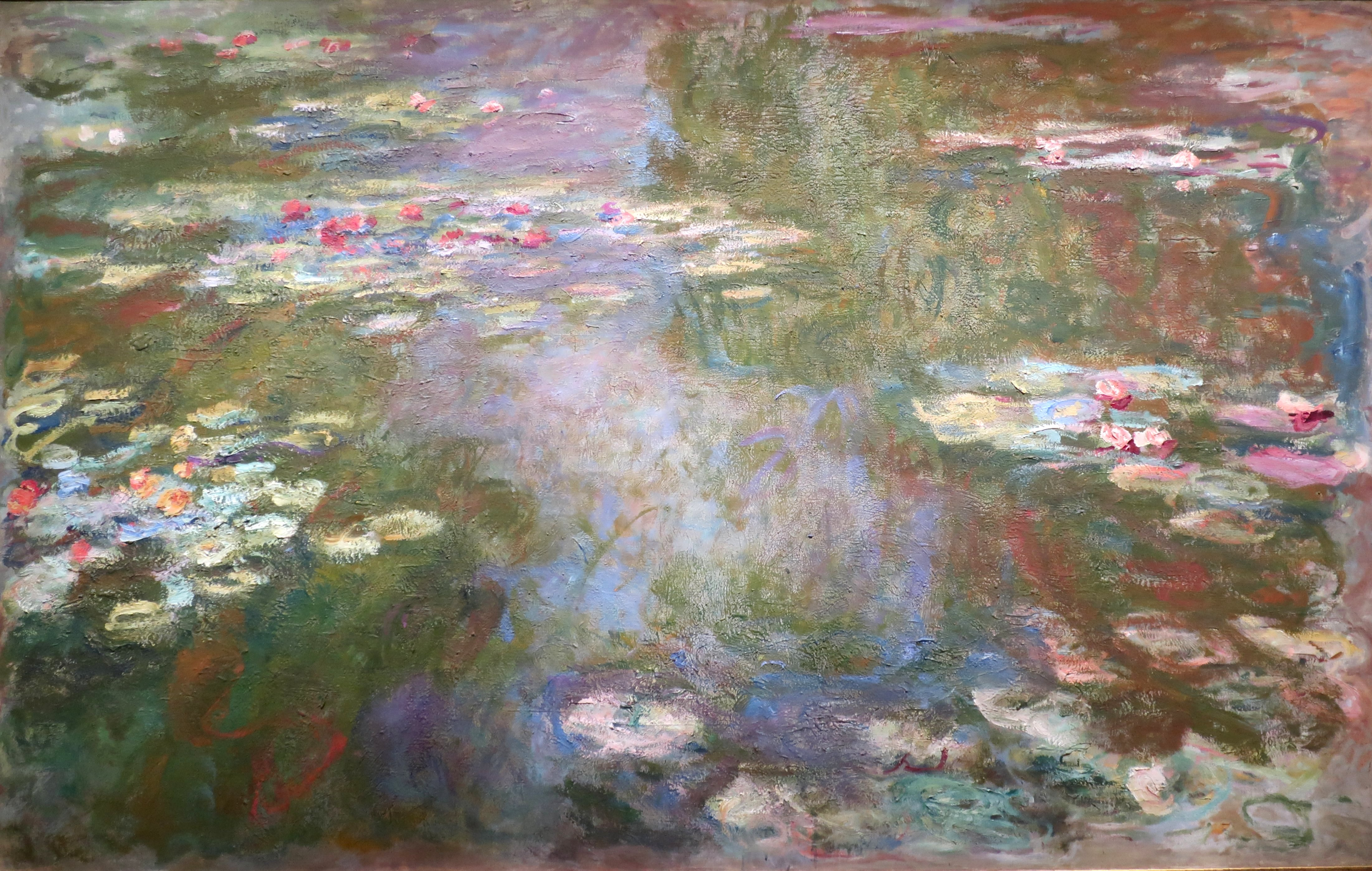
Claude Monet, Nymphéas, 1917-1919, Chicago, Art Institute.

Les impressionnistes sont consacrés à l'Exposition universelle de 1889, où sont exposées des toiles de Monet, Pissarro et Cézanne, tandis qu'une salle entière est consacrée à Manet — un traitement similaire avait été proposé à Degas, qui a refusé. À la mort de Caillebotte en 1894, son legs fait entrer des toiles de Degas, Manet, Monet, Renoir, Pissarro et Cézanne dans les collections de l'État français, conservées par la suite au Musée d'Orsay. Les années 1890, période de la « canonisation » des impressionnistes, voient cependant le décès de Berthe Morisot en 1895, qui maintenait encore l'unité du groupe grâce à ses dîners du jeudi, et d'Alfred Sisley en 1899, qui n'a pas connu le succès de ses camarades. Les membres restants prennent des voies différentes : Renoir et Monet continuent de peindre jusqu'à leur mort, en 1919 pour l'un et 1926 pour l'autre — Monet peint notamment sa série des Nymphéas ; Degas continue de créer et d'enrichir sa collection, mais il meurt isolé en 1917, atteint de cécité, comme Cassatt qui meurt en 1926 ; Cézanne s'isole à Aix-en-Provence où il termine sa vie en 1906 ; Pissarro, mort en 1903, est le seul à montrer un véritable intérêt pour les avant-gardes qui suivent l'impressionnisme.

#### Affaire du legs Caillebotte

Auguste Renoir, Bal du moulin de la Galette, 1876, Paris, Musée d'Orsay. Cette toile fait partie des toiles acquises par l'État grâce au legs Caillebotte.

Le testament de Caillebotte prévoit que sa collection, qui contient soixante-six toiles et dessins impressionnistes, rejoigne les collections nationales. La décision d'exposer des toiles impressionnistes au Musée du Luxembourg — qui est alors « le » musée d'art contemporain en France — irrite les membres de l'Académie des beaux-arts, principalement Gérôme qui commente à ce propos que « nous sommes dans un siècle de déchéance et d'imbécilité ». Pendant trois ans, le directeur de l'École des Beaux-Arts Henry Roujon, qui vise une place à l'Académie, tente de réduire le nombre d'œuvres à exposer, prétextant un manque de place, ou essaye de déléguer l'affaire au Conseil de la Réunion des Musées Nationaux, créé en 1895 et dirigé par les académiciens Henri Delaborde et Léon Bonnat. Finalement, une lettre adressée au ministre de l'Instruction publique par l'Académie reste sans réponse, et une annexe est construite pour le Musée du Luxembourg, contre l'avis d'une partie de la presse et du public. La « galerie Caillebotte », bien que marginalisée par l'Académie et ne conservant que la moitié du legs, devient vite une source d'inspiration pour plusieurs peintres post-impressionnistes.

#### Post-impressionnisme

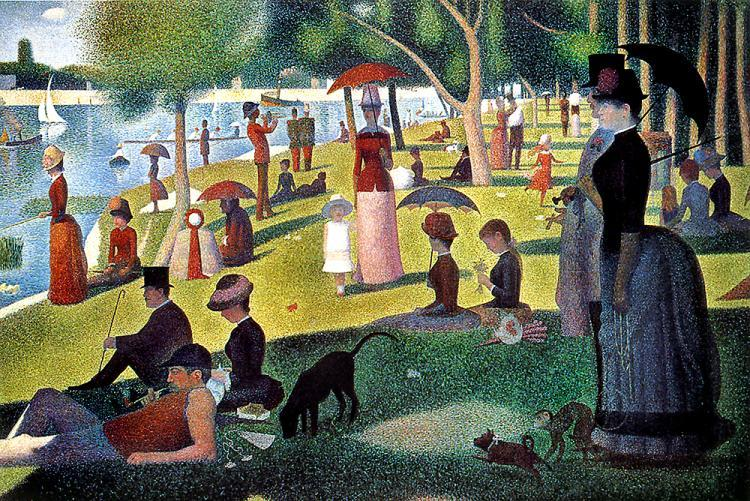
Georges Seurat, Un dimanche après-midi à l'île de la Grande Jatte, 1886, Chicago, Art Institute.

Le terme post-impressionnisme recouvre de nombreux mouvements d'avant-garde qui, dans les années 1880-1910, s'appuient sur différents acquis de l'impressionnisme pour créer des esthétiques parfois très éloignées : néo-impressionnisme, symbolisme, synthétisme, fauvisme ou encore cubisme. En 1910, le peintre et critique Roger Fry organise une exposition à Londres, intitulée « Manet et les post-impressionnistes », qui réunit des artistes représentatifs de toutes les tendances qui ont suivi l'impressionnisme — entre autres Paul Gauguin, Vincent Van Gogh, Paul Sérusier, Félix Vallotton, Henri Matisse, Pablo Picasso. S'ils se basent tous sur un héritage de l'impressionnisme, les jeunes artistes d'avant-garde s'opposent, principalement à partir des années 1890, à sa dimension trop mercantile qu'incarnent Renoir et Monet. De leur côté, Renoir, Caillebotte, Sisley et Monet refusent d'exposer à la dernière exposition impressionniste, en 1886, s'opposant à la participation de Gauguin, Seurat et Signac.
Dans le Salon des Indépendants créé en 1884 se lient d'amitié Georges Seurat, Paul Signac et Albert Dubois-Pillet, qui créent le néo-impressionnisme. Ils se placent dans la continuité des impressionnistes, qu'ils considèrent comme leurs prédécesseurs, et incluent une dimension scientifique dans leur travail. Parmi les impressionnistes, seul Pissarro s'intéresse à leur mouvement, qui a influencé à leurs débuts Gauguin, Van Gogh, Munch ou Toulouse-Lautrec. Paul Gauguin veut d'abord suivre la voie de l'impressionnisme, avant de mettre au point un style différent, le synthétisme, qui est exploité par les nabis. De même, Van Gogh prend l'impressionnisme pour modèle à son arrivée à Paris en 1886. Toulouse-Lautrec reçoit les conseils de Degas et partage avec lui ses thèmes, mais crée un style singulier, qui ne correspond à aucun mouvement bien défini.
Les années 1900 voient l'apparition de mouvements plus opposés à l'impressionnisme, bien que les artistes qui les incarnent aient eu des contacts avec celui-ci. C'est le cas de Matisse, chef de file du fauvisme qui apparaît au Salon d'Automne de 1905, ou de Georges Braque, proche de Cézanne, qui fonde le cubisme avec Picasso. Matisse et Picasso, ainsi que Constantin Brancusi, Umberto Boccioni et Alberto Giacometti, sont influencés par Medardo Rosso, principal représentant de l'impressionnisme en sculpture.

## Groupe impressionniste

### Dénomination

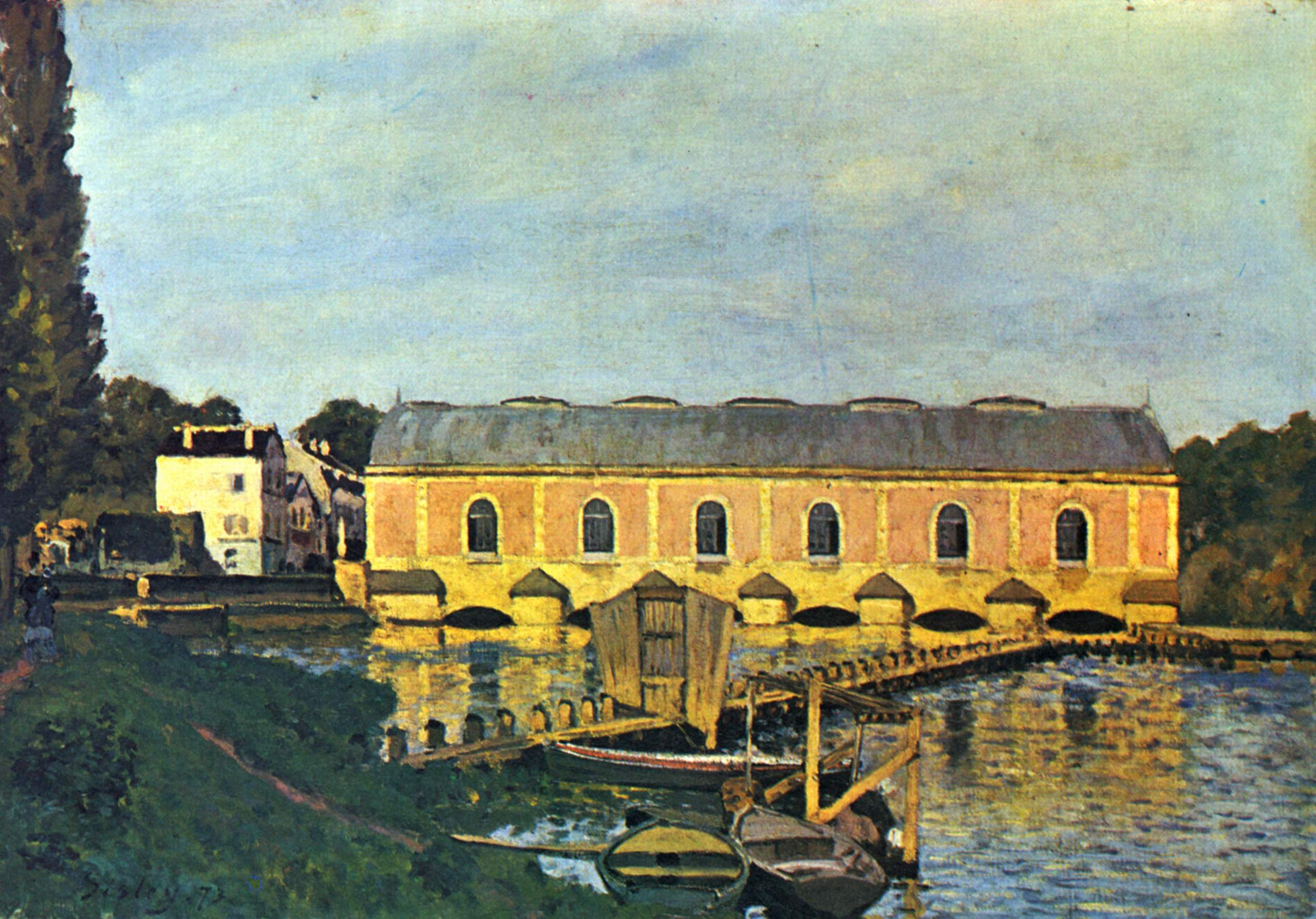
Alfred Sisley, La machine de Marly, 1873, Copenhague, Ny Carlsberg Glyptotek.

Avant et après le terme « impressionnisme » inventé par Louis Leroy en 1874, le mouvement a plusieurs noms. Les artistes sont d'abord considérés comme des réalistes dans la continuité de Courbet, puis comme des naturalistes. À la fin des années 1860, la critique les range sous le nom d'école des Batignolles, en référence au café où se réunit l'avant-garde autour de Manet, tandis que Zola invente le terme « actualiste » pour décrire Bazille, Renoir et Monet. Lorsqu'ils organisent la première exposition, les artistes hésitent sur le nom à donner à leur groupe : Degas propose « La Capucine », Renoir veut éviter un nom qui suggérerait une nouvelle école — c'est finalement « Société anonyme des peintres, sculpteurs, graveurs, etc. » qui est retenu. Louis Edmond Duranty parle de la « Nouvelle peinture » dans son compte-rendu de la deuxième exposition, et les artistes se baptisent « Indépendants » pour l'exposition de 1879.

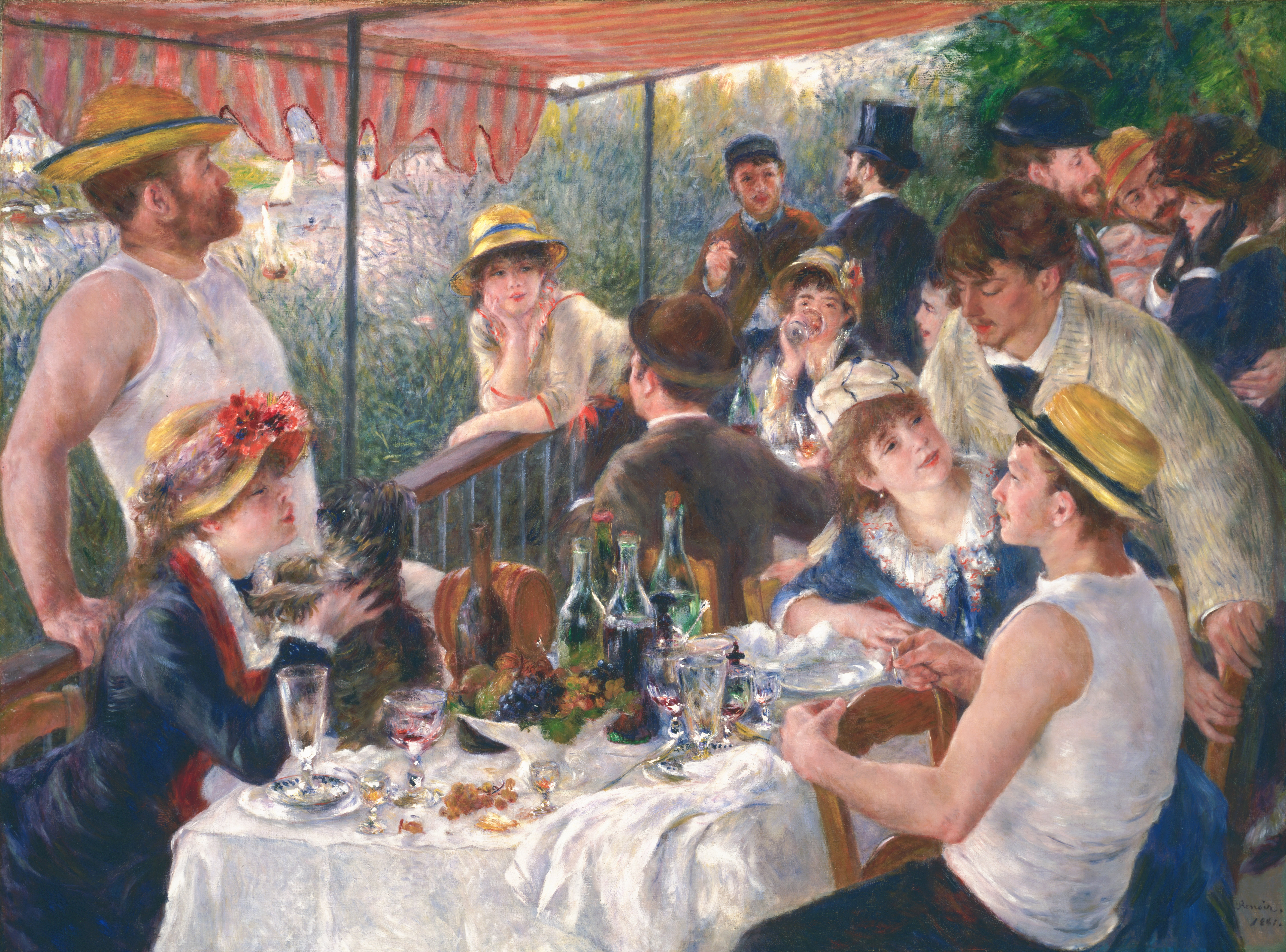
Auguste Renoir, Le Déjeuner des canotiers (1881), Washington, The Phillips Collection. Cette toile a été exposée lors de la septième exposition impressionniste.

### Liste des expositions impressionnistes
Ci-dessous sont listées les huit expositions du groupe impressionniste. D'autres ont été organisées, notamment par Durand-Ruel, qui expose des toiles impressionnistes tout au long des années 1870-1890, et les principaux artistes ont aussi eu des expositions monographiques dès les années 1880.
- 1874 : première exposition de la Société anonyme des artistes peintres, sculpteurs, graveurs, etc., dans les ateliers Nadar.
- 1876 : deuxième exposition des peintres impressionnistes.
- 1877 : troisième exposition.
- 1879 : quatrième exposition.
- 1880 : cinquième exposition.
- 1881 : sixième exposition.
- 1882 : septième exposition.
- 1886 : huitième et dernière exposition, à laquelle participent Gauguin, Seurat et Signac[96].

### Principaux membres
- Frédéric Bazille (1841-1870).
- Gustave Caillebotte (1848-1894).
- Henri Rouart (1833-1912).
- Mary Cassatt (1844-1926).
- Paul Cézanne (1839-1906).
- Edgar Degas (1834-1917).
- Armand Guillaumin (1841-1927).
- Claude Monet (1840-1926).
- Berthe Morisot (1841-1895).
- Camille Pissarro (1830-1903).
- Auguste Renoir (1841-1919).

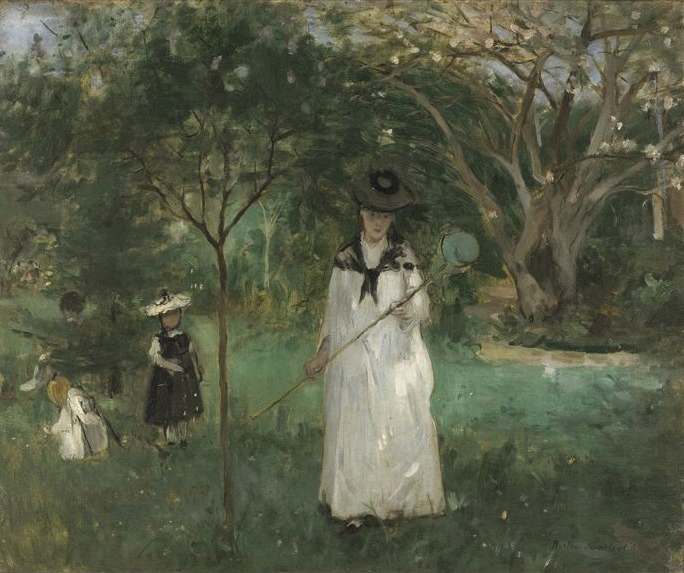
Berthe Morisot, La Chasse aux papillons, 1874, Paris, Musée d'Orsay.

- Alfred Sisley (1839-1899). Naissance et mort des principaux artistes

### Rôle d'Édouard Manet
Si Manet peut être considéré comme le chef de file de l'avant-garde des années 1860-1880, il n'est pas strictement un impressionniste, puisqu'il n'a participé à aucune des expositions de ses camarades. Les raisons de ce refus ne sont pas connues : la vanité de Manet, comme le pense Degas, les conflits internes au groupe dont il veut se tenir éloigné, ou le souci de sa réputation alors qu'il espère avant tout s'imposer au Salon,. De plus, son style plus proche du réalisme et ses thèmes l'éloignent des impressionnistes « typiques » que sont Monet, Pissarro ou Sisley, auxquels se réfère Louis Leroy quand il invente le terme « impressionnisme ». Malgré son absence aux expositions, qui ne doit pas être vue comme un hasard mais comme une volonté de sa part, Manet reste proche des impressionnistes, qui sont avant tout des amis. Il les soutient, parfois financièrement — notamment Monet — et auprès des critiques. Lors des réunions au café Guerbois puis au café de la Nouvelle-Athènes, Manet reste le centre des conversations, et ce jusqu'à la fin des années 1870. Par la suite, plusieurs critiques le jugent dépassé par l'avant-garde, comme Zola qui le considère en 1879 comme « l'ancien chef des impressionnistes ».

## Le style impressionniste

### Technique

#### Peinture

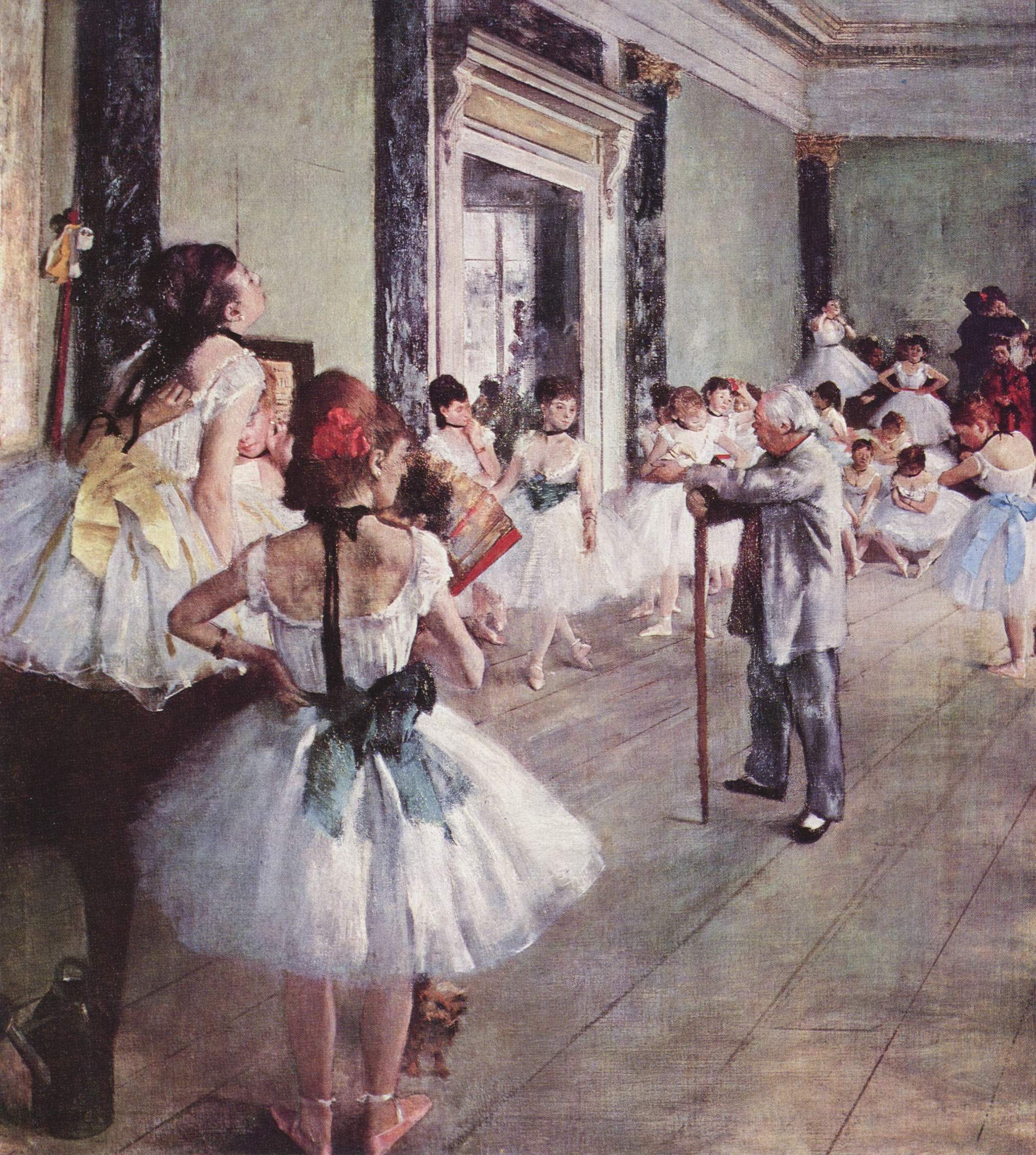
Edgar Degas, La Classe de danse, v. 1874, Paris, Musée d'Orsay.

Les expositions impressionnistes, de 1874 à 1886, ont réuni des artistes aux styles variés qui rendent difficile une définition précise d'un « style » propre. Les impressionnistes composent principalement en plein air, pratique facilitée par l'invention des tubes de peinture en 1859. L'usage de couleurs vives se répand, grâce aux pigments artificiels de plus en plus utilisés, en opposition à la doctrine académique qui use de couleurs plus sombres. La clarté des couleurs est aussi influencée par l'usage de l'aquarelle, notamment par des prédécesseurs comme Jongkind, qui s'en sert pour donner de la légèreté à ses toiles. Les artistes n'hésitent pas à peindre des ombres colorées — par exemple, une ombre bleue sur de la neige, ou les ombres violacées de Torse, effet de soleil de Renoir — à contre-courant de ce qui est enseigné aux Beaux-Arts. Ils essaient généralement de créer un effet d'instantanéité et de mouvement, pour transcrire les changements de la lumière ou de l'atmosphère. Leurs compositions inhabituelles sont cependant étudiées, et souvent terminées en atelier. L'usage de perspectives tronquées, où le point de fuite sort du cadre, est répandu, ainsi que le fait de couper les personnages sur les bords du cadre ou de ne pas centrer le tableau sur son sujet, comme dans La Classe de danse de Degas.

#### Sculpture

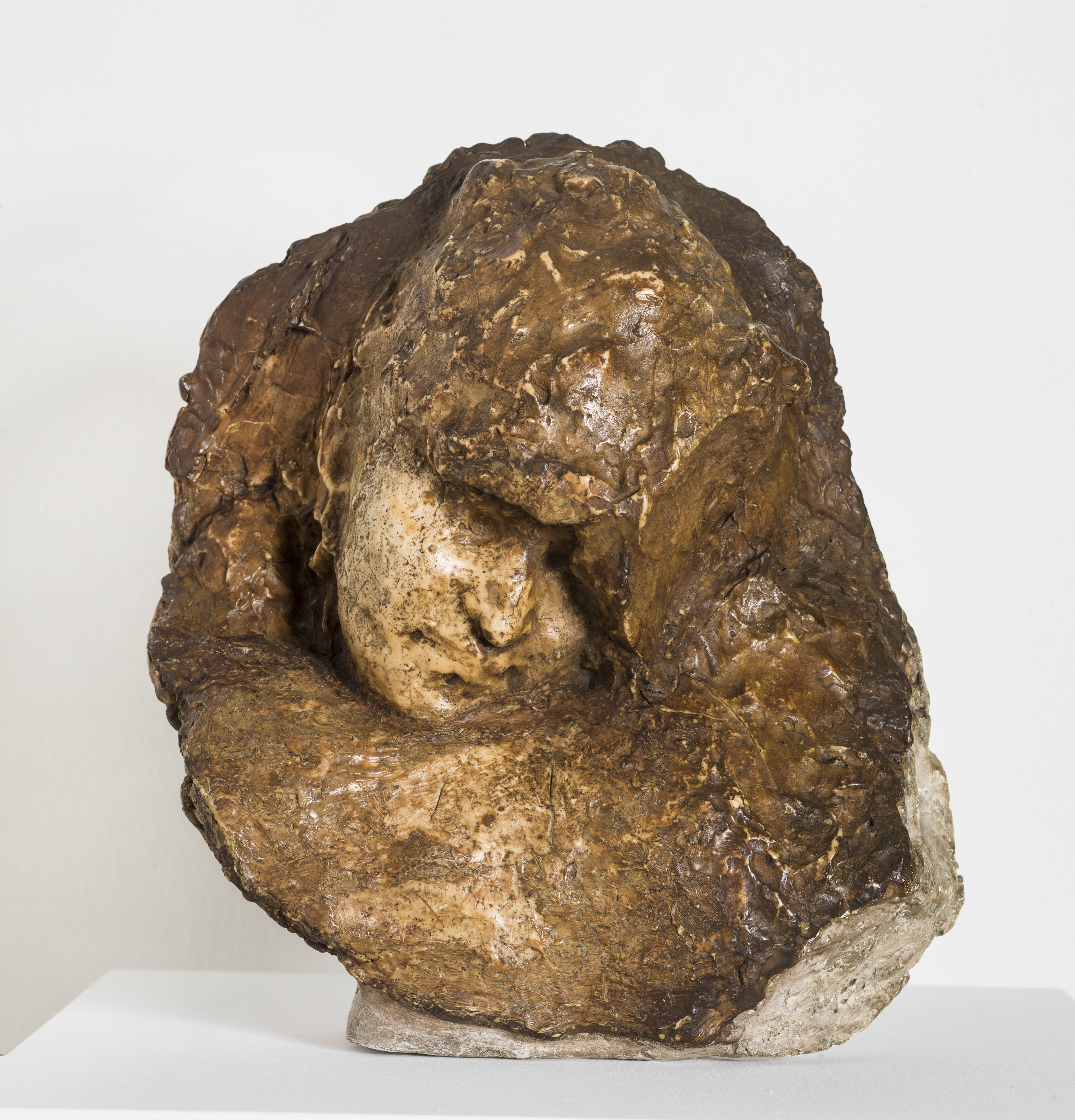
Medardo Rosso, Carne altrui, 1883-84, Musée d'art moderne et contemporain de Trente et Rovereto.

Bien qu'il s'agisse d'un mouvement majoritairement pictural, l'impressionnisme a trouvé un pendant en sculpture avec Degas (qui réalise La Petite Danseuse de quatorze ans entre 1875 et 1880) et surtout Medardo Rosso. Il intègre dans ses œuvres des effets de lumière et un modelé non fini, et les conçoit comme l'image de ses impressions personnelles,. Son arrivée à Paris en 1889 lui permet de rencontrer Degas, qui se remet alors à la sculpture et intègre certains principes de l'artiste italien, comme l'absence de socle et l'effacement des détails. Mais l'influence de Rosso en France reste faible, malgré le Monument à Balzac de Rodin, devenu sculpteur officiel de la IIIe République, qui s'inspire de ses œuvres. La notion de « sculpture impressionniste » apparaît en 1901, dans un article de La Nouvelle Revue que Rodin fait financer par sa mécène Juliette Adam, intitulé De l'Impressionnisme en sculpture : Auguste Rodin et Medardo Rosso. Grâce à cet article, Rodin fait figure de « sculpteur impressionniste » à l'égal de Rosso, alors que ce dernier a poussé plus loin ses recherches sur les principes impressionnistes en sculpture, et qu'il s'est finalement largement opposé à Rodin sur le plan politique, restant en marge des institutions officielles.

#### Photographie
La photographie, bien qu'assez récente, était un moyen pour certains peintres impressionnistes de capturer l'instant présent afin de le retranscrire en peinture.
Les photographes pictorialistes, dont le travail se distingue par un flou artistique et des effets atmosphériques, ont également été qualifiés d'impressionnistes. Ces photographes impressionnistes utilisaient diverses techniques, telles que la photographie de sujets hors de focus, l'utilisation d'objectifs à flou doux ou de lentilles à sténopé, ainsi que la manipulation du procédé au bichromate de gomme pour créer des images qui ressemblaient à des peintures impressionnistes.

### Thèmes
La peinture d'histoire est en déclin au moment où se développe l'impressionnisme, qui exploite des thèmes contemporains : guinguettes, gares, vues urbaines, opéra, vie intime et mondaine. Les thèmes sont plus bourgeois que populaires, et accompagnent le développement des loisirs des citadins aisés, comme les fêtes sur les bords de Seine — l'île de la Grenouillère peinte par Renoir et Monet — ou les séjours en bords de mer. Les impressionnistes montrent peu d'intérêt pour le travail et la dimension sociale, avec quelques exceptions, par exemple Raboteurs de parquet de Caillebotte et des scènes paysannes de Pissarro.

### Influences

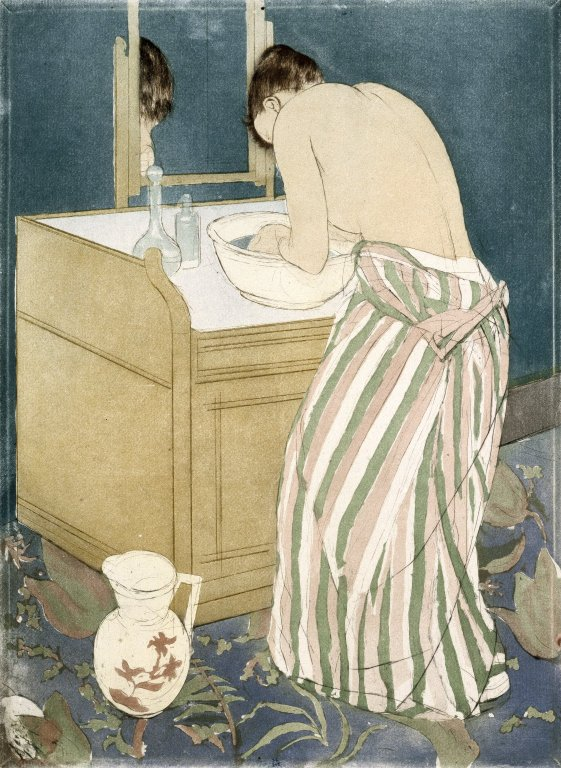
Mary Cassatt, La Toilette, 1891, New York, Brooklyn Museum.

Les impressionnistes ne refusent pas l'héritage de l'art traditionnel, comme en témoigne leur intérêt pour des artistes « classiques », que certains d'entre eux copient au Louvre — c'est le cas de Morisot, Manet, Degas, Renoir. Ils portent un grand intérêt à l'usage des couleurs de Véronèse, Titien et Tintoret, à la touche de Rubens et du Greco, à la perspective atmosphérique de Velázquez — que Manet qualifie de « peintre des peintres » — ou encore au pleinairisme avant l'heure d'Oudry, Watteau et des védutistes italiens.
Au XIXe siècle se développe une lecture nationale de l'art : les critiques divisent la peinture des différents pays européens selon un « caractère national » censé transparaître dans les toiles,. En opposition à cette posture académique, les impressionnistes revendiquent des influences internationales et, pour cette raison, la critique des années 1870 les considère d'une manière générale comme antipatriotiques,. Les peintres et écrivains modernistes restent en outre attachés à la figure de Wagner, malgré ses prises de position contre la France en 1870.
Le japonisme, autre courant majoritairement associé à l'avant-garde, est très présent chez les impressionnistes. Manet, Whistler, Pissarro, Degas, Cassatt, Monet collectionnent des estampes ukiyo-e, dans lesquelles ils puisent de nouveaux motifs et modes de représentation. Les scènes de la vie intime ainsi que la recherche d'instantanéité transcrite par les jeux de lumière rapprochent les deux mouvements. Les femmes à leur toilette de Degas ou Cassatt sont particulièrement proches des estampes d'Utamaro. C'est d'ailleurs après avoir vu une exposition sur le maître japonais que Cassatt entreprend, en 1891, une série d'estampes dont fait partie La Toilette. Une influence directe de l'art japonais est visible aussi dans les estampes de Whistler et Pissarro. Ce dernier écrit à son fils, après avoir vu une exposition consacrée à Hiroshige et Utamaro à la galerie Durand-Ruel, en 1893 :

« Hiroshige est un impressionniste merveilleux […] Ces artistes japonais me confirment dans notre parti pris visuel. »

## L'impressionnisme en Europe

### Espagne
La peinture espagnole a contribué à l'impressionnisme français. Les tons grisâtres et terreux qui prédominent dans les œuvres de Velázquez (1599-1660), Bartolomé Esteban Murillo (1618-1682), Francisco de Zurbarán (1598-1664) et Francisco de Goya (1746-1828) ont suscité un grand intérêt chez les impressionnistes français, en particulier Manet, qui exprime une grande admiration pour le Siècle d'or de la peinture espagnole et ne visite l'Espagne qu'une seule fois en 1865, bien que son admiration pour le pays soit antérieure à ce voyage et lui soit venue par l'intermédiaire d'un ami de son père, le critique d'art Charles Blanc,.
Le peintre Marià Pidelaserra i Brias (1877-1946), est considéré comme l'un des représentants majeurs de l''impressionnisme contemporain en Catalogne.

### Italie
Les Macchiaioli ne sont pas le résultat de la diffusion de l'impressionnisme, qu'ils précèdent de quelques années, mais ils partagent une même opposition à l'art académique et développent une esthétique proche, en essayant de rendre compte de leurs impressions avec des taches de couleurs. Degas, qui a de la famille à Naples, est en contact avec eux et peint le portrait de leur plus grand défenseur, Diego Martelli, qui soutient aussi l'impressionnisme en Italie. Parmi les Macchiaioli, les peintres Giuseppe De Nittis, Federico Zandomeneghi et Giovanni Boldini font carrière en France en même temps que les impressionnistes.

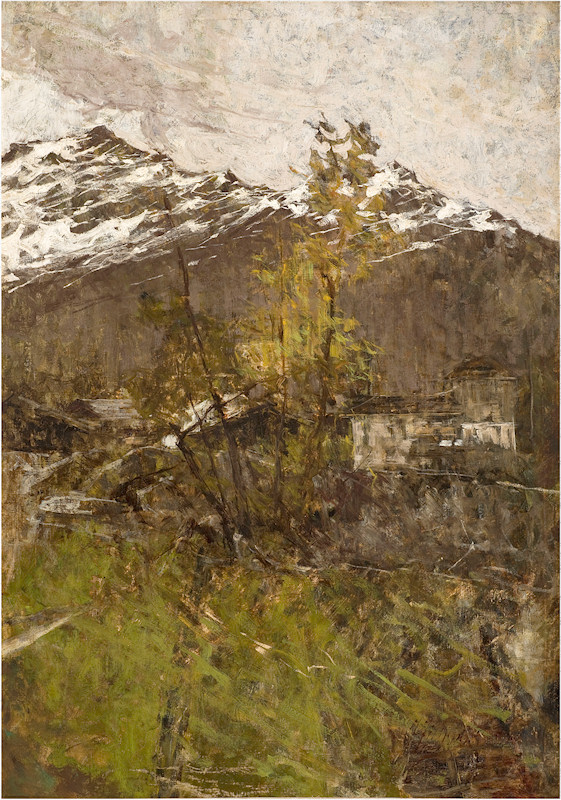
Francesco Filippini, Prime Nevi, 1889, Gallerie d'Italia, Milan.
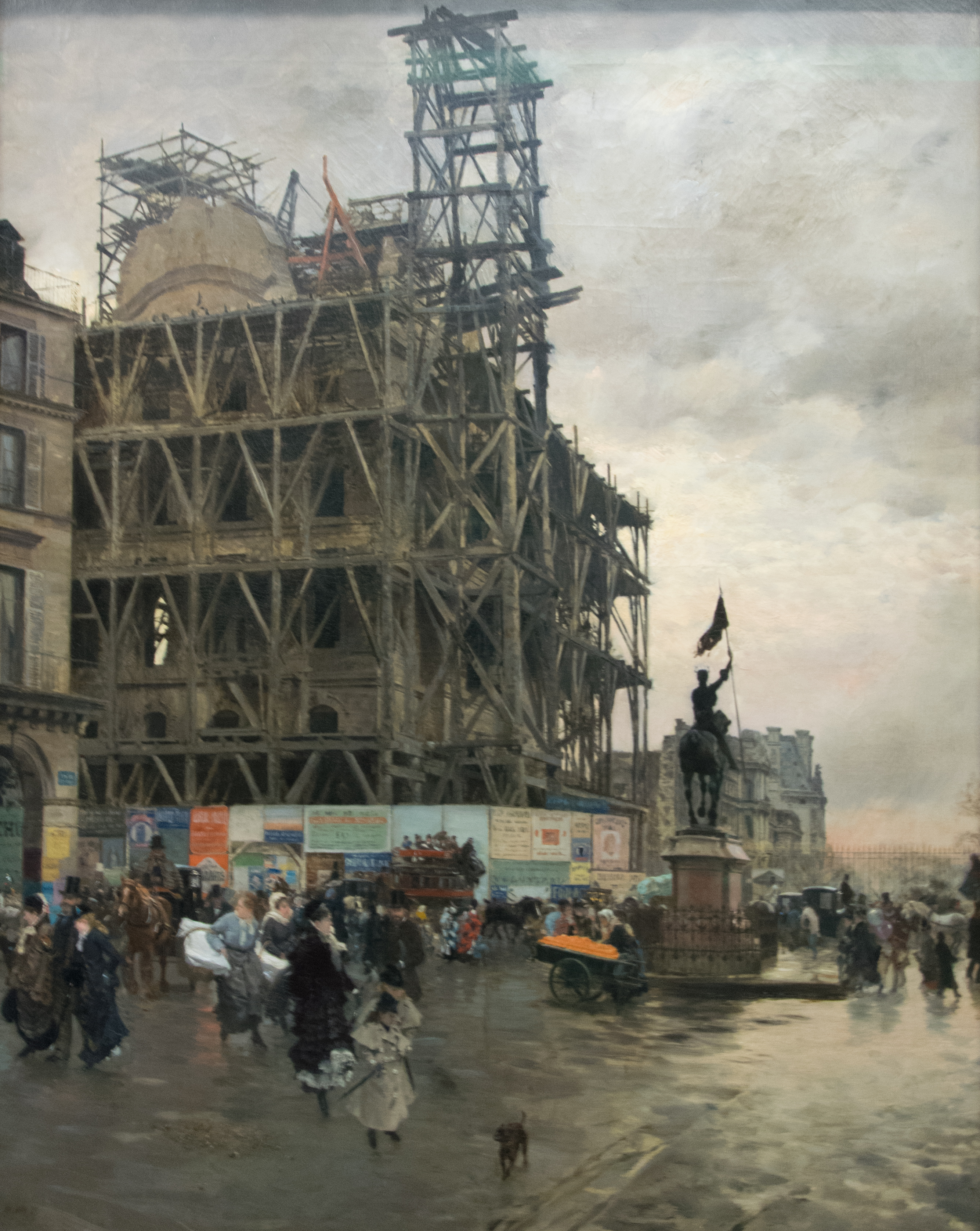
Giuseppe de Nittis, La place des Pyramides, 1875, Paris, Musée d'Orsay.
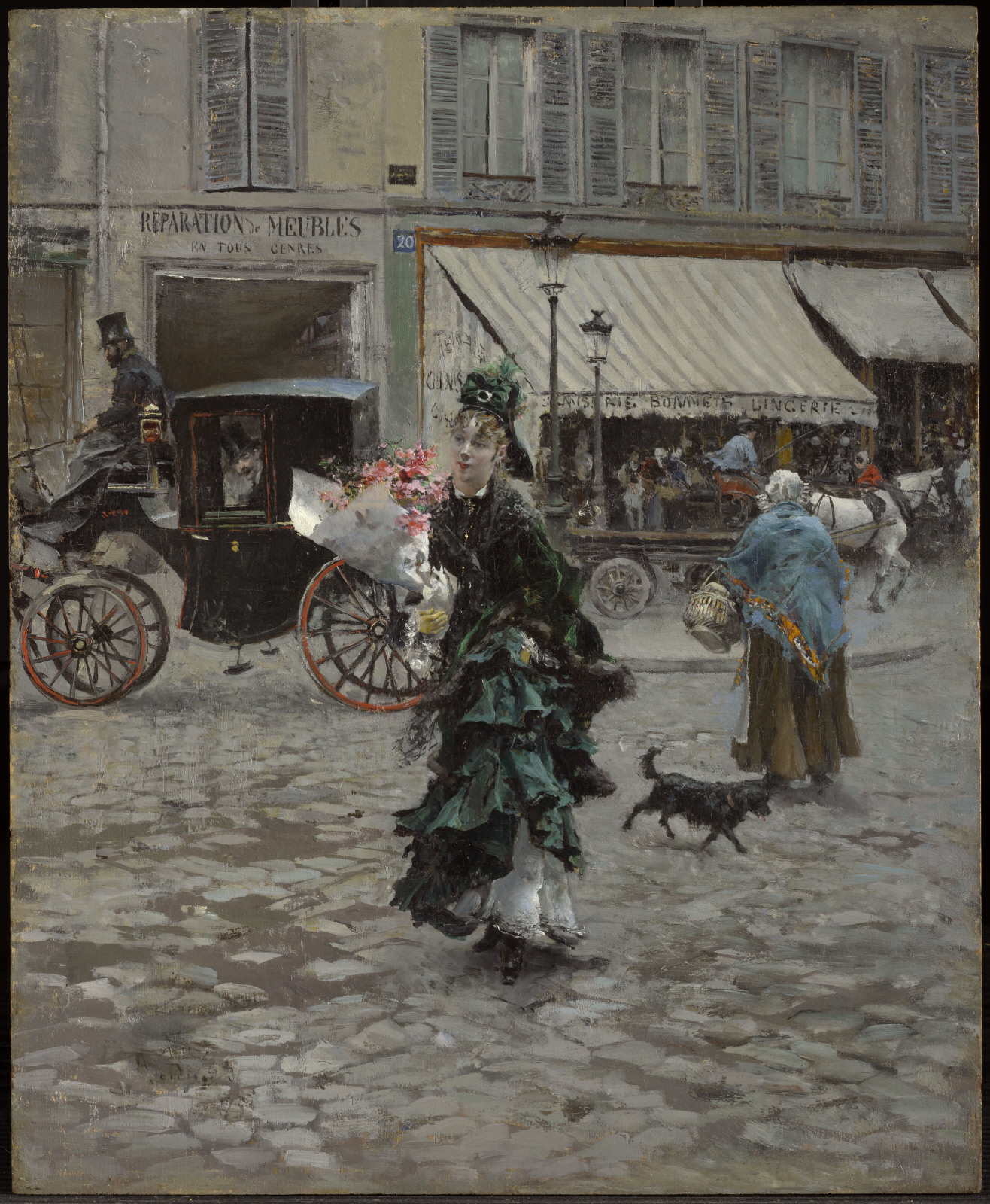
Giovanni Boldini, En traversant la rue, 1875, Williamstown, Clark Art Institute.
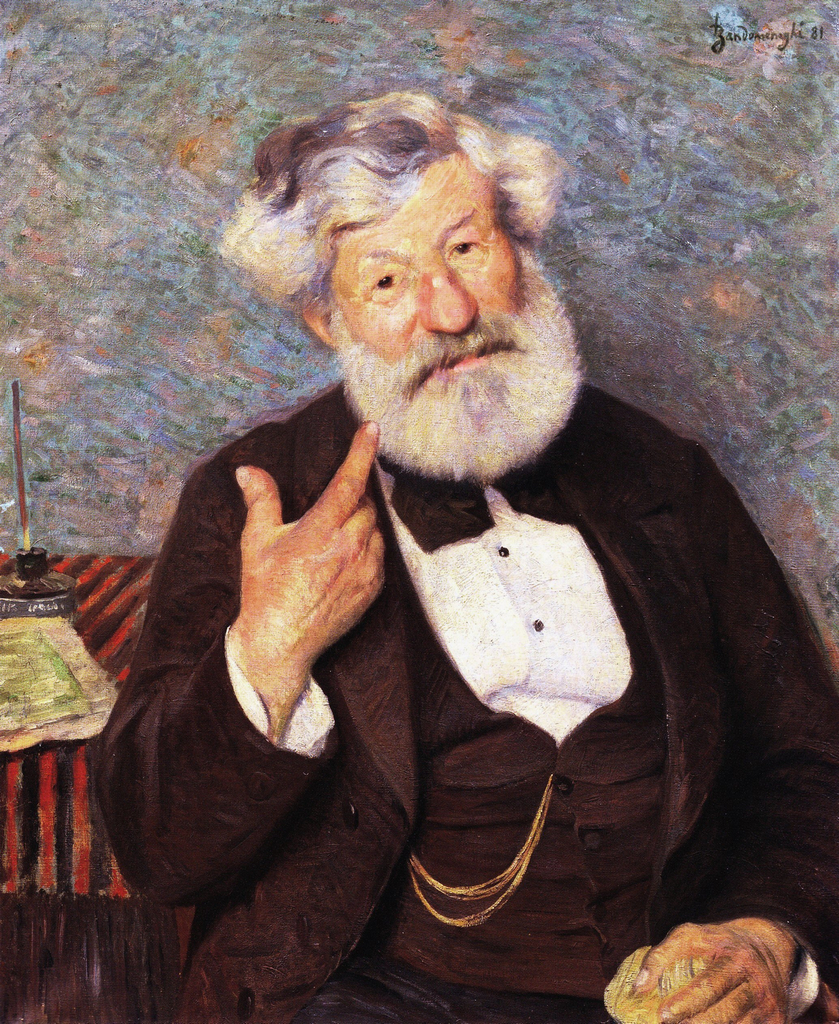
Federico Zandomeneghi, Portrait du docteur, 1881.

### Belgique et Pays-Bas
En Belgique, Alfred Stevens fait découvrir Manet et Degas à ses compatriotes dès 1870. Créé en 1884, le Salon des XX fait de Bruxelles la capitale de l'art moderne en Europe, et soutient autant l'impressionnisme que d'autres mouvements d'avant-garde. Guillaume Vogels, Albert Baertsoen, Ferdinand Willaert, Émile Claus et Anna Boch sont les principaux représentants de l'impressionnisme belge, tandis que le néo-impressionnisme se développe aussi largement, avec Théo Van Rysselberghe, Georges Lemmen et Willy Finch.
Aux Pays-Bas, l'impressionnisme se développe avec l'école d'Amsterdam, dont Isaac Israëls et George Hendrik Breitner sont les figures principales.

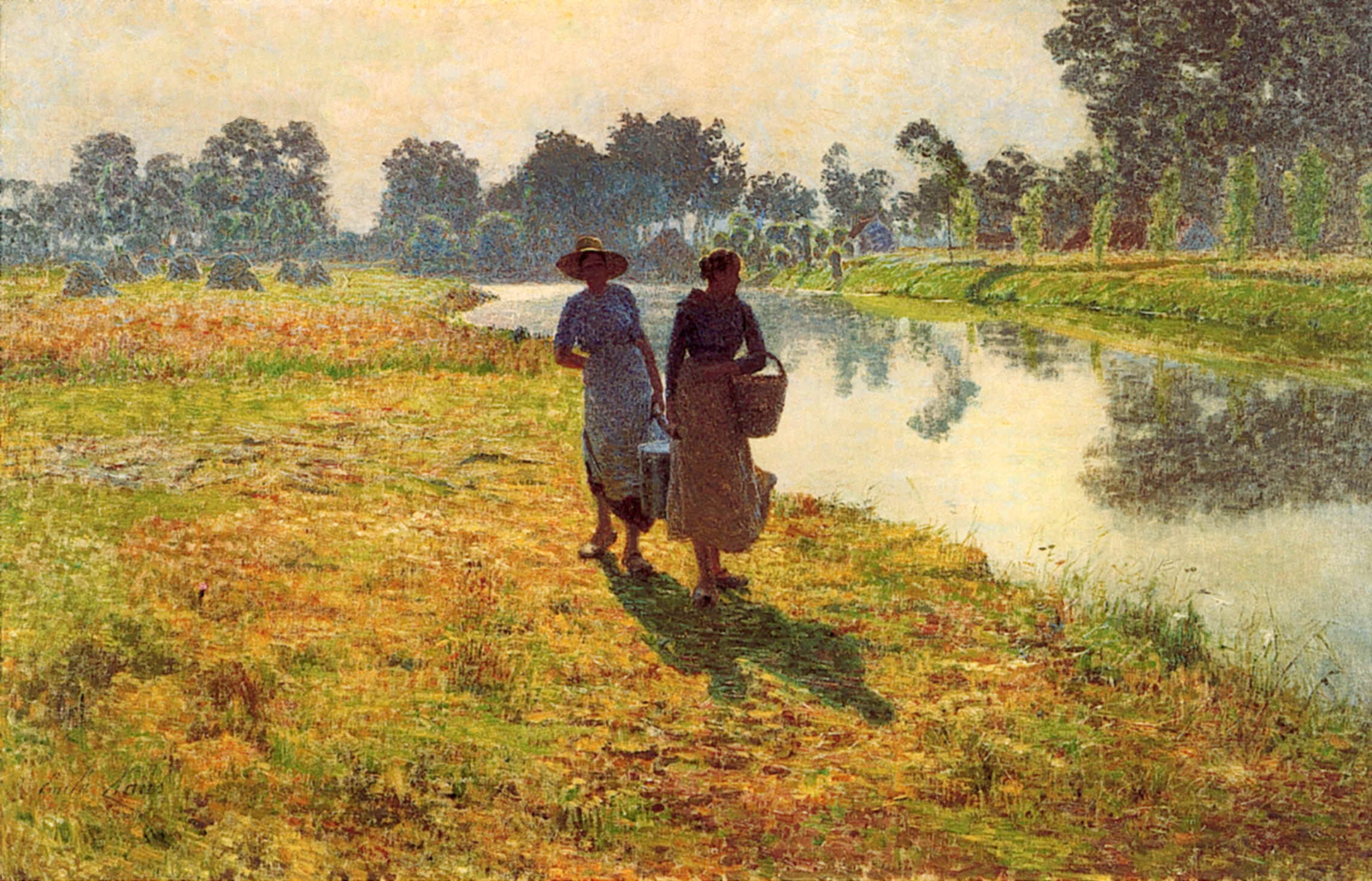
Émile Claus, Jeunes paysannes marchant sur les bords de la Lys, 1887.
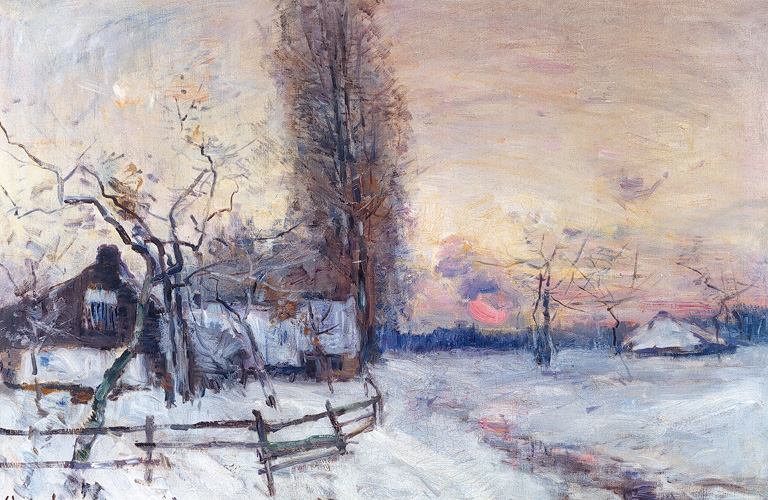
Guillaume Vogels, Coucher de soleil sur la neige, v. 1890, Schaerbeek, Maison des Arts.
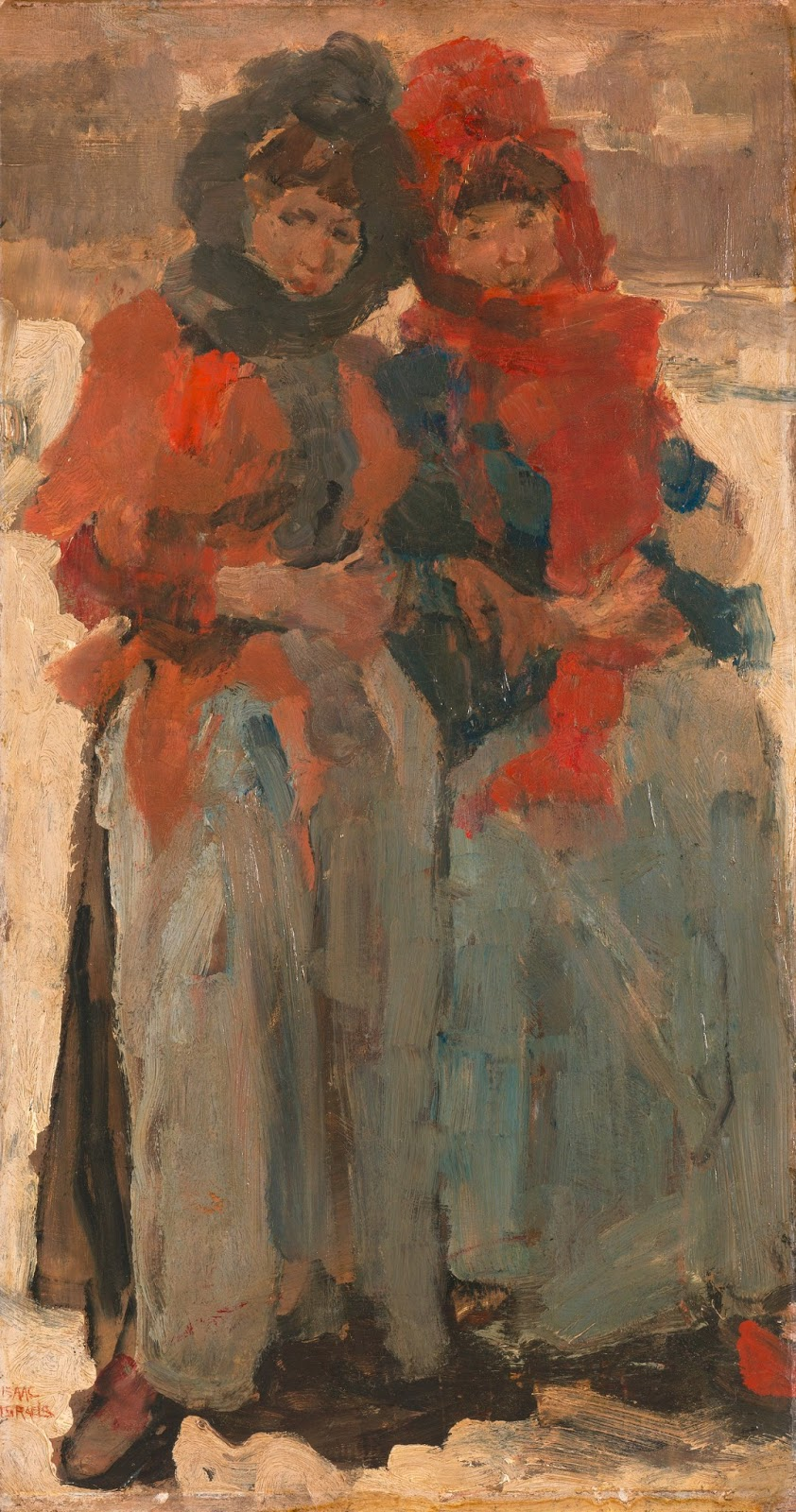
Isaac Israëls, Deux jeunes filles dans la neige, v. 1894, Amsterdam, Rijksmuseum.
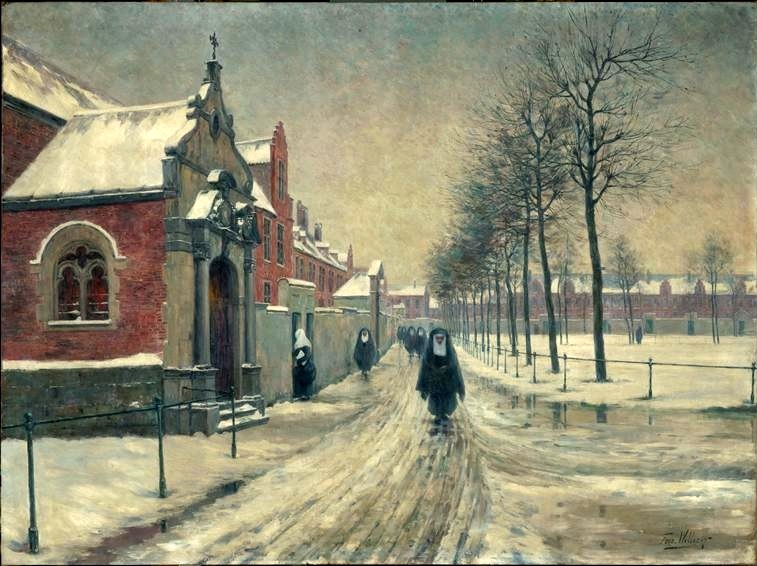
Ferdinand Willaert, Entrée du béguinage à Gand (l'hiver), 1896, Paris, Musée d'Orsay.
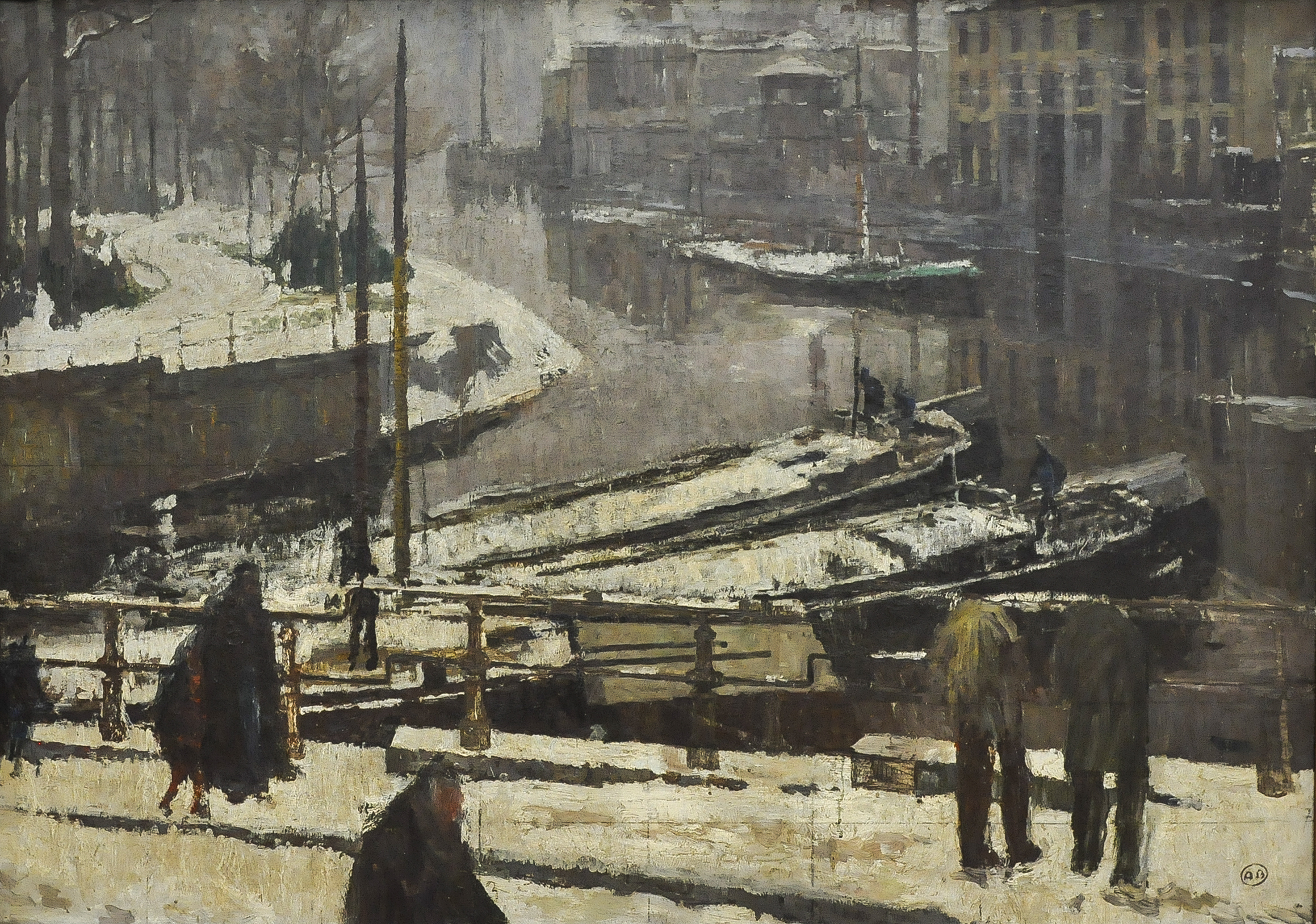
Albert Baertsoen, Dégel à Gand, 1902, Gand, Musée des Beaux-Arts.

### Grande-Bretagne
L'Angleterre est le premier pays à recevoir des expositions de tableaux impressionnistes, lors de l'exil de Pissarro, Monet et Durand-Ruel en 1870. Durand-Ruel organise en effet, entre 1870 et 1874, sept expositions qui incluent des toiles du groupe des Batignolles,. Il organise de nouvelles expositions en 1882 et 1883, qui inspirent des artistes à fonder le New English Art Club en 1885, cœur de l'impressionnisme anglais. Ses membres, dont les principaux sont Walter Sickert et Philip Wilson Steer, invitent Morisot, Monet ou encore Degas à leurs expositions.

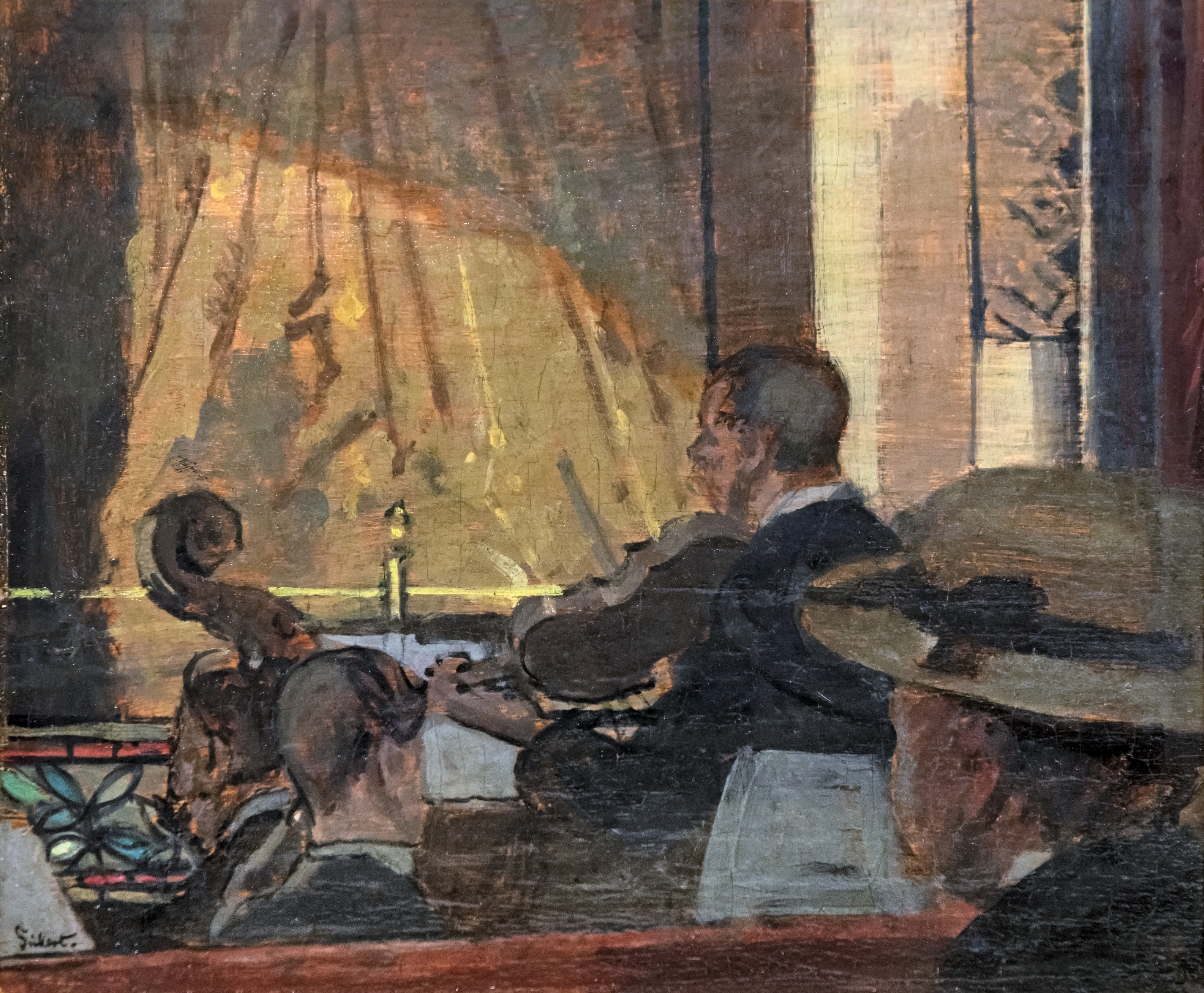
Walter Sickert, The Pit at the Old Bedford, 1889, Toulouse, Fondation Bemberg.
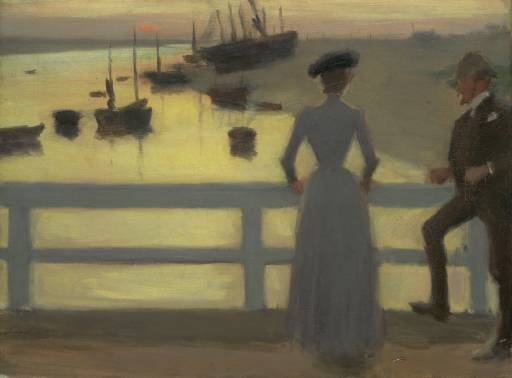
Philip Wilson Steer, Le pont, 1887-88, Londres, Tate Modern.

### Allemagne
Paul Durand-Ruel organise une première exposition d'art impressionniste à Berlin en 1883, en collaboration avec le marchand Fritz Gurlitt, mais aucun tableau n'est vendu. Il s'intéresse à nouveau au marché allemand quelques années plus tard, et entre en contact avec le critique Emil Heilbut (de), qui publie en 1890 le premier texte en allemand sur Claude Monet et est lié avec des collectionneurs importants. Une grande exposition organisée par Alfred Lichtwark à la Kunsthalle de Hambourg, en 1895, inclut des œuvres impressionnistes prêtées par Durand-Ruel. L'année suivante, Durand-Ruel se tourne à nouveau vers le marché berlinois, où il est soutenu par le peintre Max Liebermann et Hugo von Tschudi, directeur de la Nationalgalerie. Tschudi commence à acquérir des œuvres pour les exposer à la Nationalgalerie, avant d'être freiné par les goûts conservateurs de Guillaume II. Durand-Ruel collabore à partir de 1899 avec la galerie Cassirer, à Berlin, qui organise plusieurs expositions de peinture impressionniste. À partir de 1905, l'impressionnisme fait son entrée dans les musées allemands, avec de nombreux achats auprès de Cassirer ou Durand-Ruel ; ces achats se poursuivent, malgré des critiques du milieu artistique allemand en 1911, dans un contexte politique tendu à l'approche de la Première Guerre mondiale. Les principaux représentants de l'impressionnisme allemand sont Max Liebermann, Lovis Corinth et Max Slevogt.

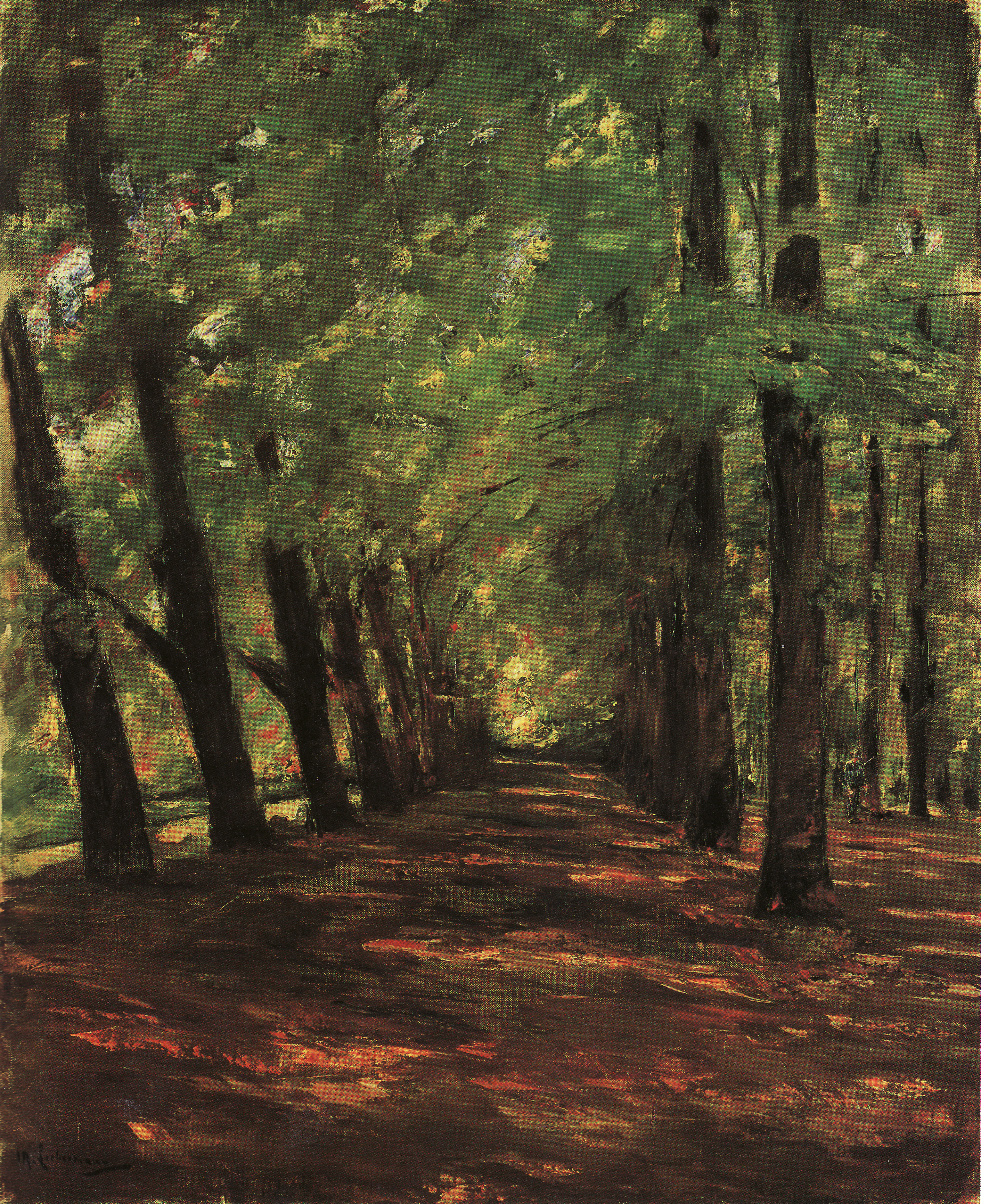
Max Liebermann, Allée à Overveen, 1895, Essen, Kruppsche Gemäldesammlung.
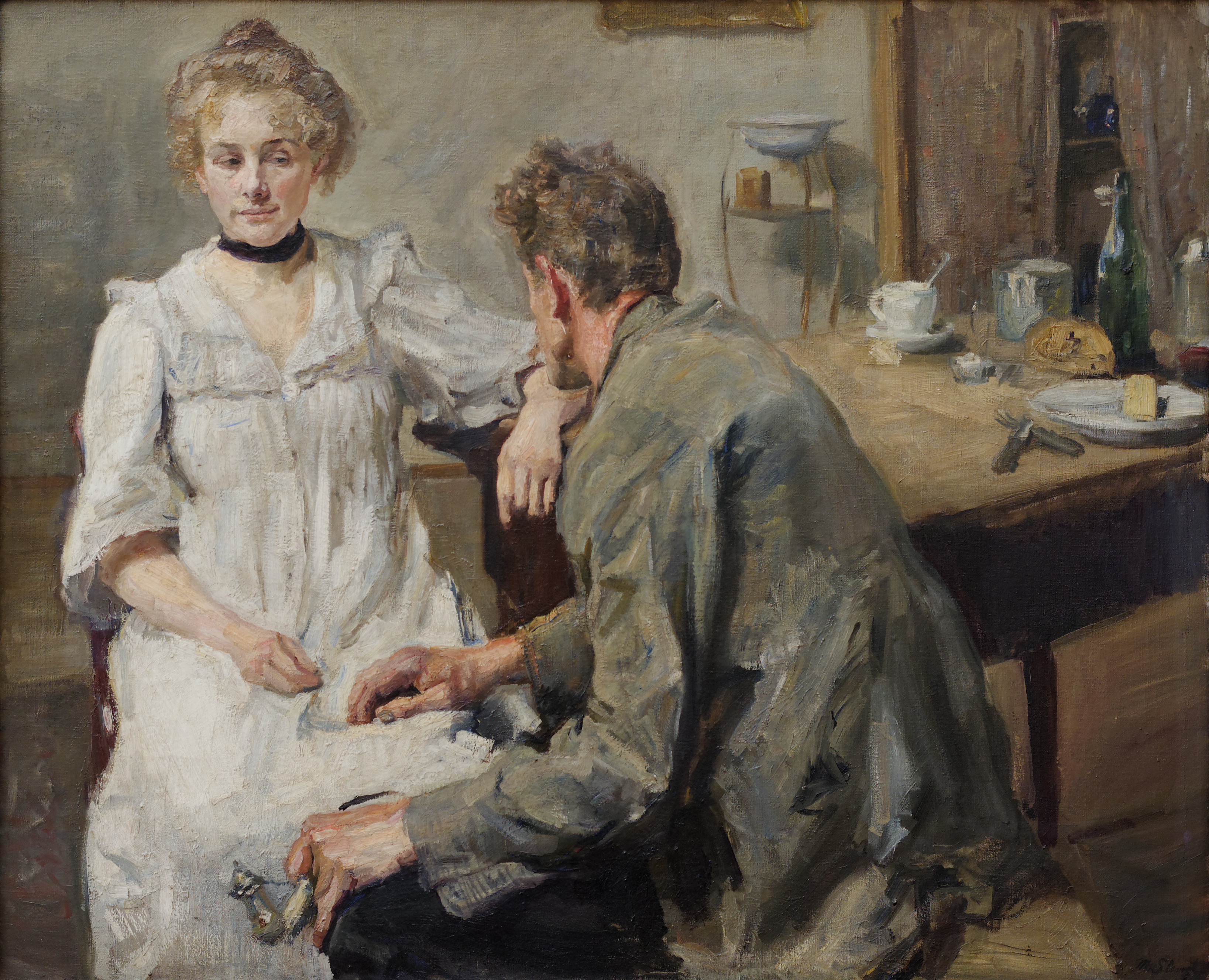
Max Slevogt, Après le travail, 1900, Munich, Neue Pinakothek.
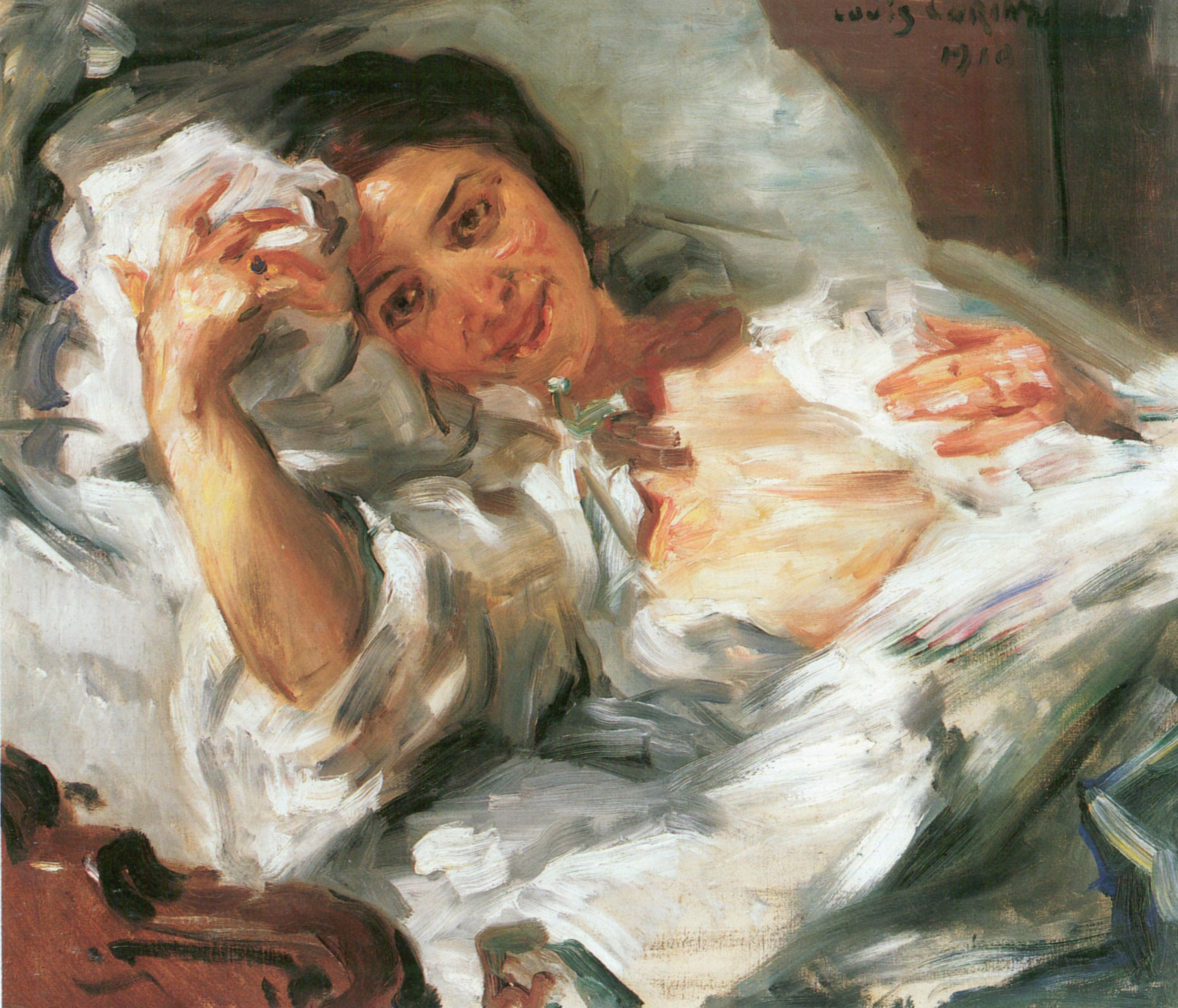
Lovis Corinth, Soleil du matin, 1910, Darmstadt, Musée régional de la Hesse.

### Europe centrale et de l'Est
Le Roumain Georges de Bellio, médecin et collectionneur intimement lié aux impressionnistes, participe à la diffusion du mouvement parmi les amateurs d'art de son pays. Son compatriote Nicolae Grigorescu, durant un premier séjour en France de 1861 à 1869, se rapproche de l'École de Barbizon dont il diffuse les principes en Roumanie. De retour en France en 1876, sa palette s'éclaircit au contact des impressionnistes.
Le Hongrois Pál Szinyei Merse peut, dès 1869, être rapproché de l'impressionnisme, bien qu'il développe par la suite un style différent des artistes français. Son Déjeuner sur l'herbe fait scandale lors de son exposition en 1873, et Szinyei Merse, découragé, ne reprend la peinture que dans les années 1890. Il est redécouvert par les jeunes peintres pleinairistes de Nagybánya qui, intéressés par l'impressionnisme français, lui consacrent plusieurs expositions dans les années 1900-1910. Il est l'un des principaux membres du MIÉNK, ou Cercle des impressionnistes et naturalistes hongrois, fondé en 1907.
Les impressionnistes slovènes bénéficient de l'enseignement d'Anton Ažbé, dans l'école qu'il a fondée à Munich en 1891. Les principaux sont Ivan Grohar, Matija Jama, Matej Sternen et Rihard Jakopič. Ils sont principalement influencés par les œuvres tardives des impressionnistes français, comme les séries que Monet réalise dans les années 1890. Une exposition leur a été consacrée au Petit Palais en 2013, Les impressionnistes slovènes et leur temps. En Serbie, Nadežda Petrović, très influencée par l'impressionnisme durant ses études, le promeut avec force dans les années 1900. Elle est considérée comme une pionnière de l'art moderne de son pays.

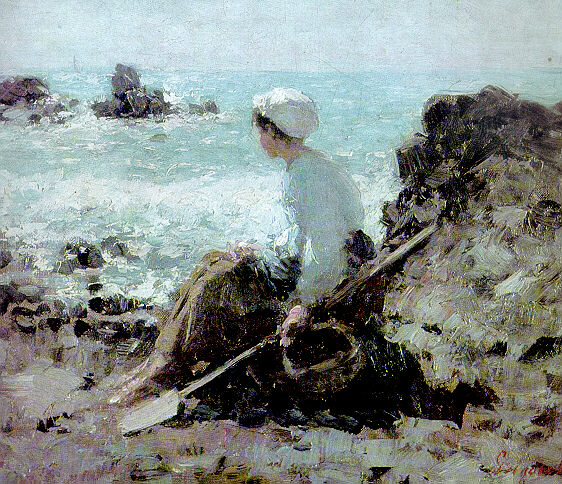
Nicolae Grigorescu (Roumanie), Pêcheuse à Grandville, collection privée.
Pál Szinyei Merse (Hongrie), Le déjeuner sur l'herbe, 1873, Budapest, Galerie nationale hongroise.
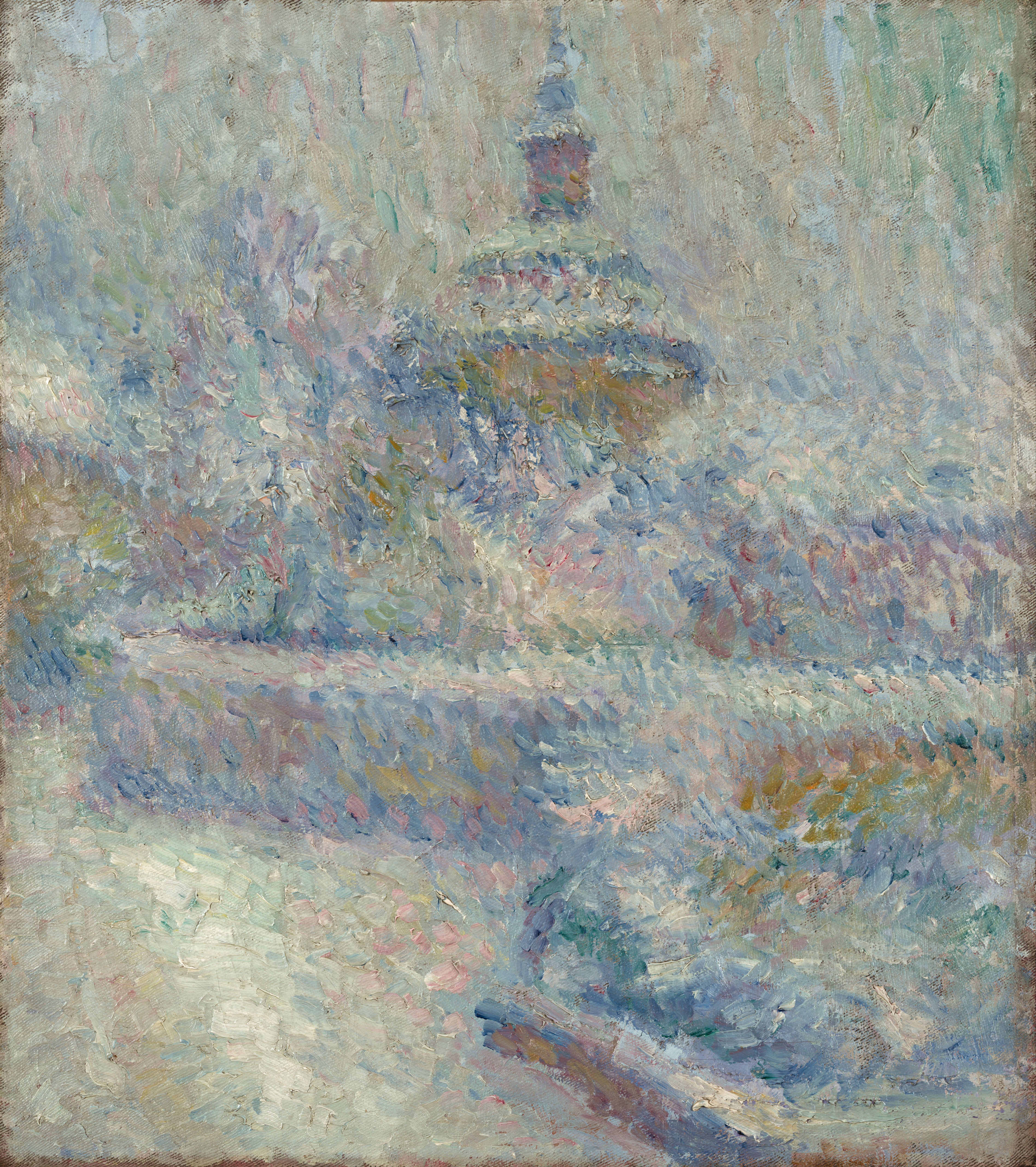
Rihard Jakopič (Slovénie), Križanke sous la neige, 1910, Ljubljana, Musée national de Slovénie.
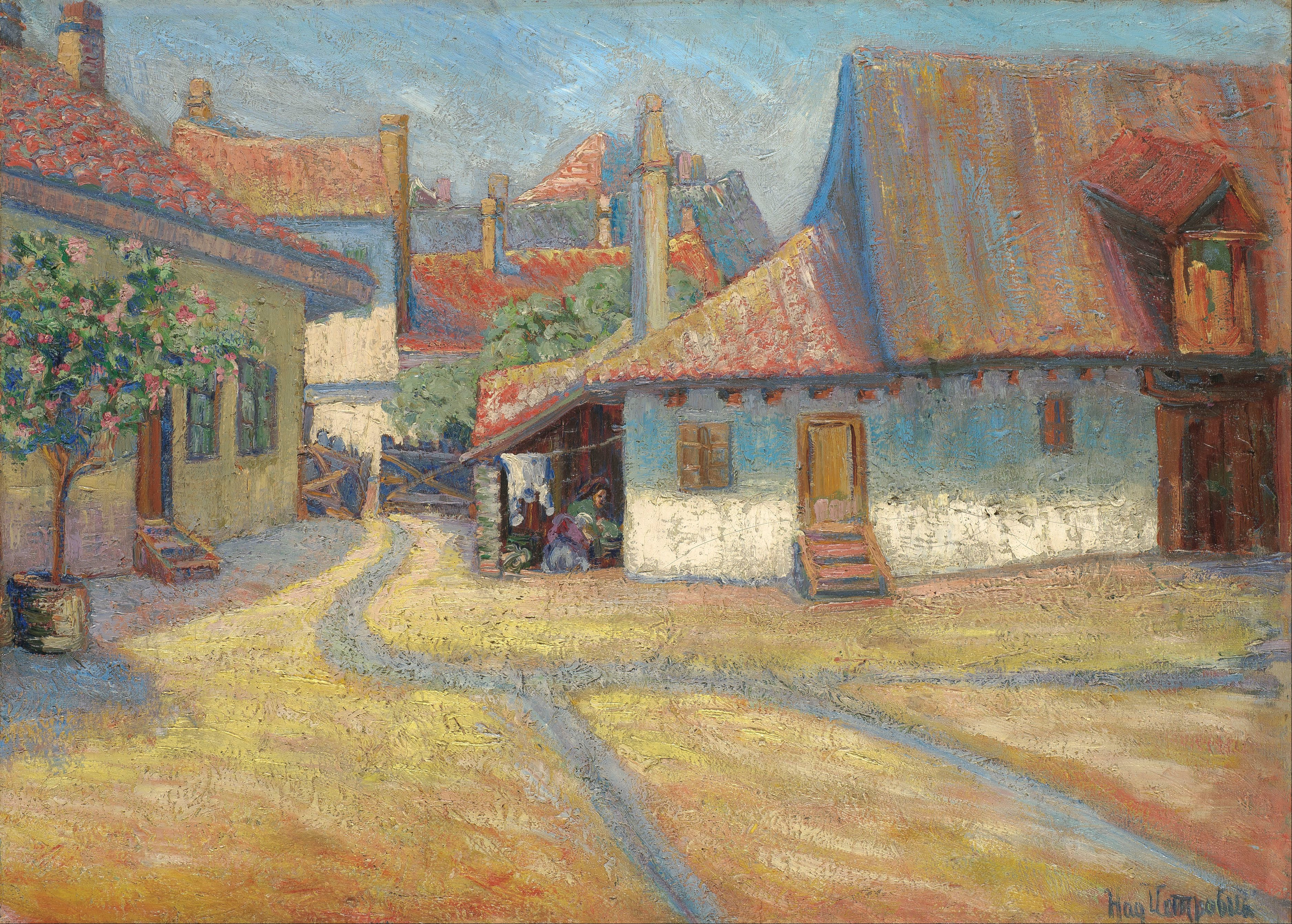
Nadežda Petrović (Serbie), Banlieue de Belgrade, 1908, Novi Sad, Collection Pavle Beljanski.

### Europe du Nord
Bien que quelques artistes embrassent les principes impressionnistes, le mouvement s'est peu développé en Europe du Nord. Le réalisme a été plus largement apprécié jusqu'au milieu des années 1880, avant d'être remplacé par le symbolisme, sans que l'impressionnisme n'ait le temps d'être assimilé. En outre, le contexte urbanisé et industrialisé où s'est développé l'impressionnisme en France est alors très différent de celui de la Scandinavie et de la Finlande. La diffusion a aussi été freinée par la réticence des critiques et du public. Albert Edelfelt est, dès 1877, très négatif vis-à-vis du nouveau mouvement, dans un article du journal Finsk Tidskrift. Cependant d'autres critiques sont moins catégoriques et certains artistes sont fortement réceptifs à l'impressionnisme, comme le Finlandais Berndt Lindholm, qui peint une très novatrice Vue sur le boulevard Clichy en 1870.
Le Norvégien Erik Werenskiold, qui visite la septième exposition impressionniste en 1882, est d'abord dubitatif face à la nouvelle esthétique ; il en sera par la suite un important soutien. Christian Krohg, sans considérer les artistes norvégiens de sa génération comme des impressionnistes, souligne l'influence notable du mouvement sur eux, un constat illustré par La Seine à Saint-Cloud d'Edvard Munch, peinte pendant un séjour à Paris en 1890.
En Suède, l'impressionnisme est soutenu par le prince Eugène, lui-même peintre. Les trois artistes les plus influencés par l'impressionnisme sont Carl Trägårdh, Per Ekström et Anders Zorn, qui maintient ses principes au-delà de 1890, alors que ses compatriotes sont désormais majoritairement attirés par le symbolisme,. Richard Bergh, August Hagborg, Ernst Josephson et Carl Larsson fondent en 1885 l'Association des Artistes suédois, qui s'oppose à l'académisme et s'inspire de l'impressionnisme.
Au Danemark, Karl Madsen, membre des peintres de Skagen, joue un grand rôle dans la promotion des impressionnistes, notamment via sa revue Kunstbladet. Il y consacre plusieurs articles à une exposition d'avant-gardistes français, organisée en 1888 à Copenhague par son camarade Peder Severin Krøyer. En 1889, Madsen organise l'exposition « Impressionnistes nordiques et français », principalement à partir d'œuvres laissées par Gauguin à sa femme Mette après son séjour danois de 1885. Y sont présentées des toiles de Pissarro, Manet, Sisley ou encore Degas, ainsi que des Danois Theodor Philipsen et Viggo Johansen, et des Norvégiens Erik Werenskiold et Christian et Oda Krohg,.
En Finlande, l'impressionnisme s'est développé plus tard que dans les autres pays nordiques, malgré la Vue sur le boulevard Clichy de Lindholm. Viktor Westerholm en est le plus grand représentant dans les années 1880, puis il faut attendre 1902 pour que Willy Finch, un artiste belge émigré à Helsinki, présente en détail les principes impressionnistes et néo-impressionnistes dans la revue Euterpe. En 1904, il organise avec Magnus Enckell une exposition qui réunit entre autres des toiles de Pissarro, Sisley, Degas, Renoir et Monet, et prélude à la création du Groupe Septem.

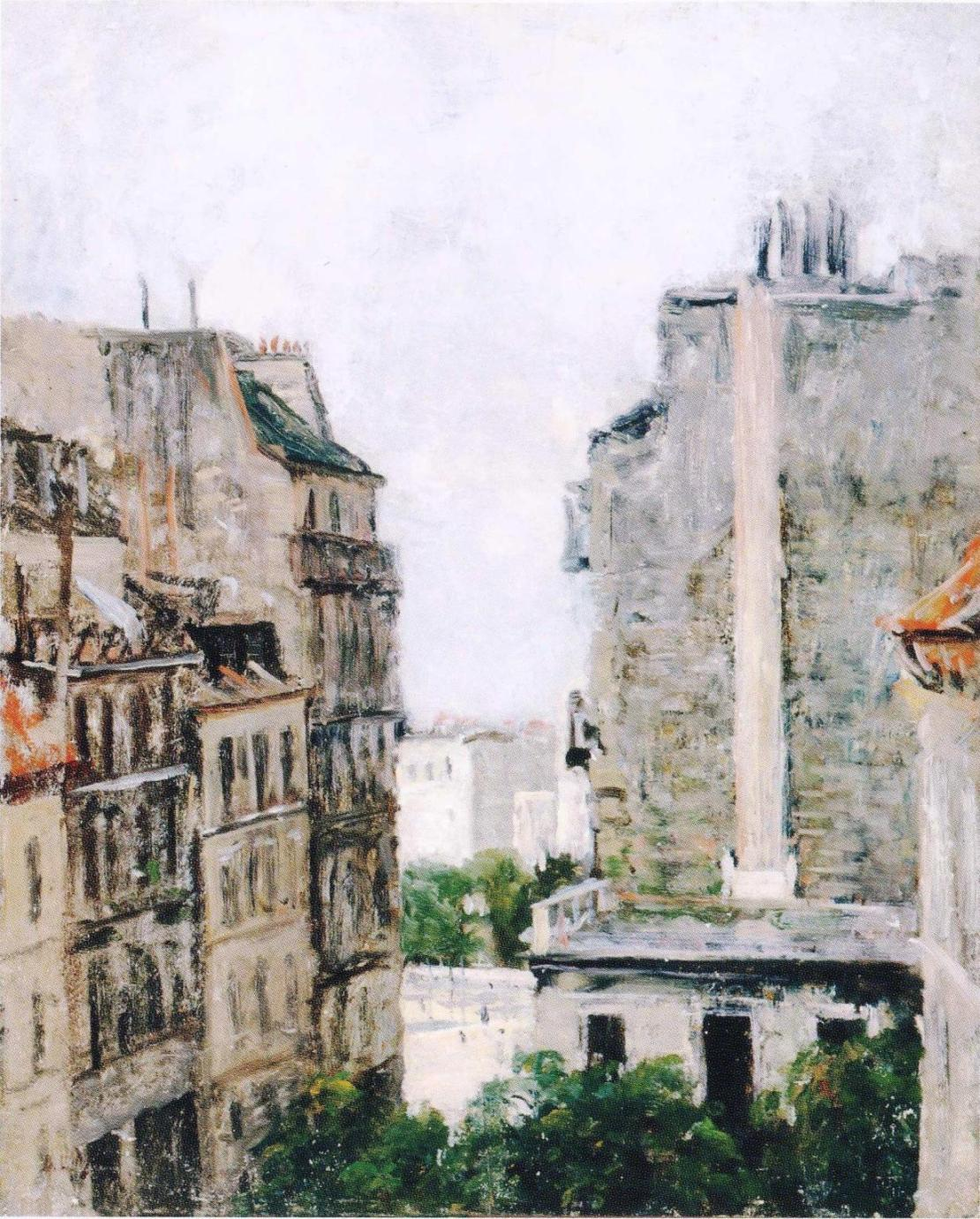
Berndt Lindholm (Finlande), Vue du boulevard Clichy depuis le studio de l'artiste, 1870.
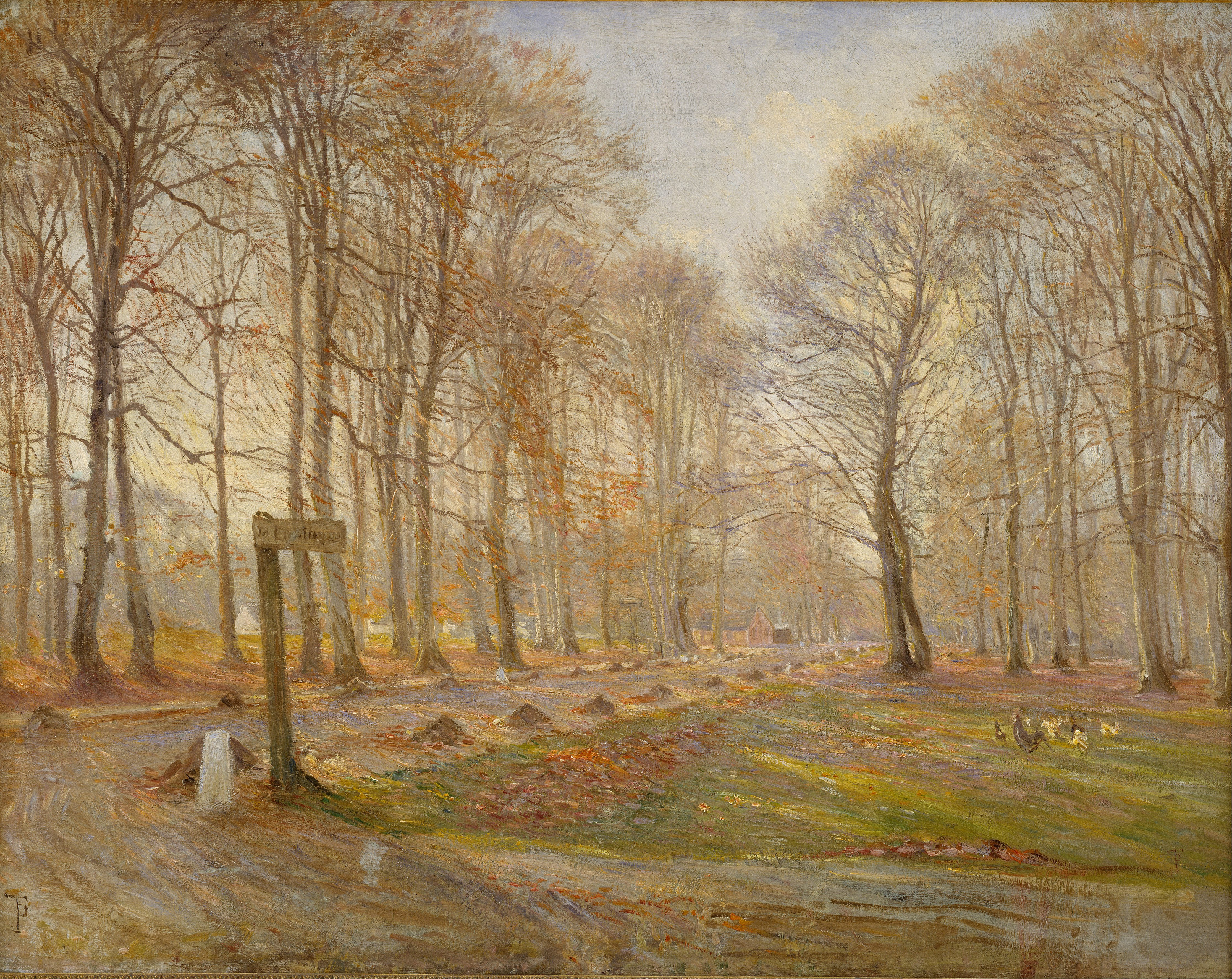
Theodor Philipsen (Danemark), L'automne à Dyrehaven, 1886.
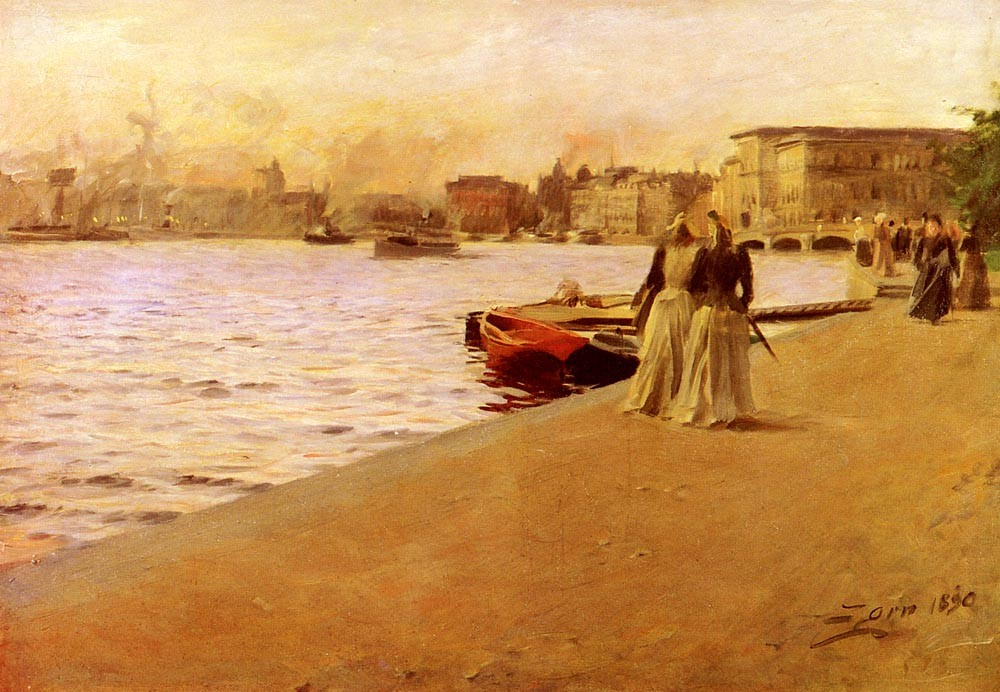
Anders Zorn (Suède), Vue du quai Skeppsholmen, 1890.
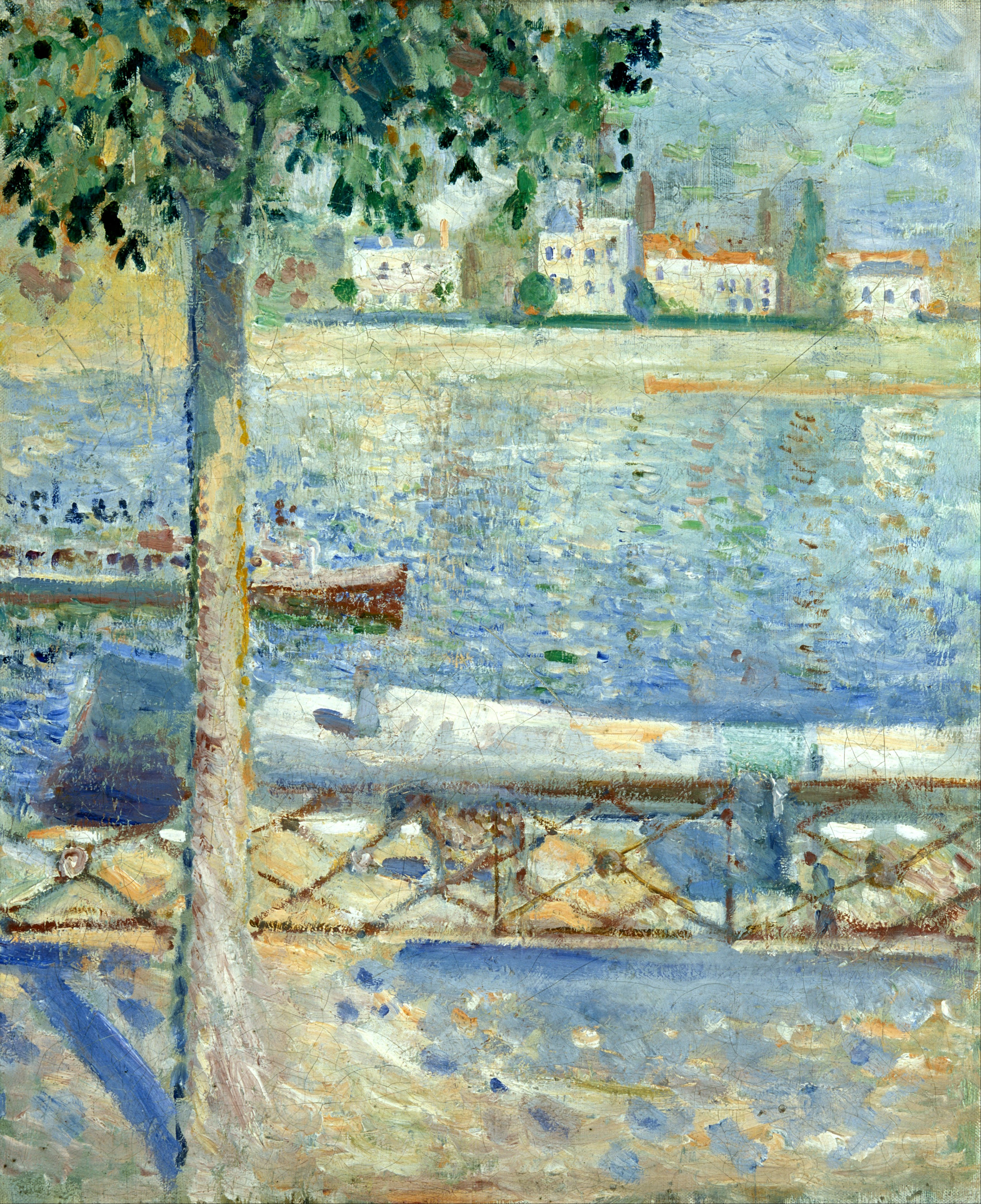
Edvard Munch (Norvège), La Seine à Saint-Cloud, 1890.

## Conservation et négoce

### Les impressionnistes dans les collections muséales
L'impressionnisme étant un mouvement largement porté par des artistes français, il est logique de trouver de nombreuses œuvres dans des musées situés en France ; toutefois, la plupart des grandes collections d'art moderne à travers le monde s'efforcent également de présenter au moins quelques exemples de toiles impressionnistes.
Ainsi, le musée Getty à Los Angeles présente de nombreuses œuvres typiques du mouvement comme Soleil levant (marine) de Monet qui constitue un proche cousin du célèbre Impression, soleil levant du musée Marmottan. D'autres grands musées américains abritent des collections impressionnistes importantes comme le Metropolitan Museum of Art de New York, le musée des Beaux-Arts de Boston avec notamment pas moins de 35 tableaux de Monet ou encore l'Art Institute of Chicago ; en Russie, le musée de l'Ermitage à Saint-Pétersbourg présente de nombreuses œuvres de Monet ou encore de Renoir, de même que le musée national de l'Art occidental de Tokyo à partir de la collection Matsukata, etc.
En France, la plus grande concentration d'œuvres impressionnistes se trouve au musée d'Orsay à Paris, qui a d'ailleurs organisé en avril 2024 une exposition à l'occasion des 150 ans de la première édition de 1874. Mais d'autres établissements accueillent un fonds important, comme le musée Marmottan Monet (avec une vaste collection de toiles de Monet bien sûr, mais aussi de Berthe Morisot parmi beaucoup d'autres) ou bien le musée des Beaux-Arts de Rouen. À Giverny, ville où vécut et travailla Claude Monet, le musée local prend en 2009 le nom de « musée des impressionnismes ».

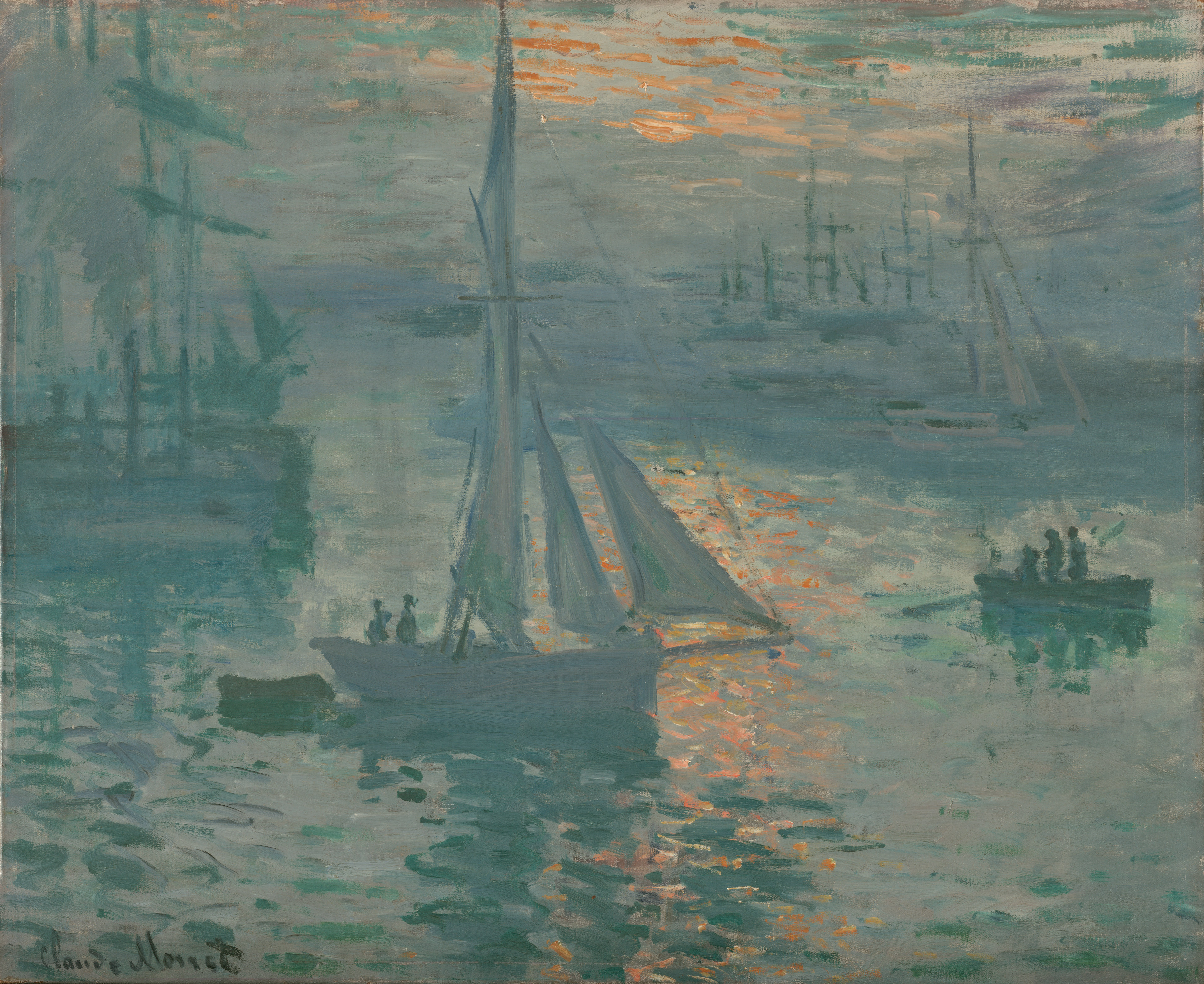
Soleil levant (marine) de Monet, conservé au musée Getty de Los Angeles
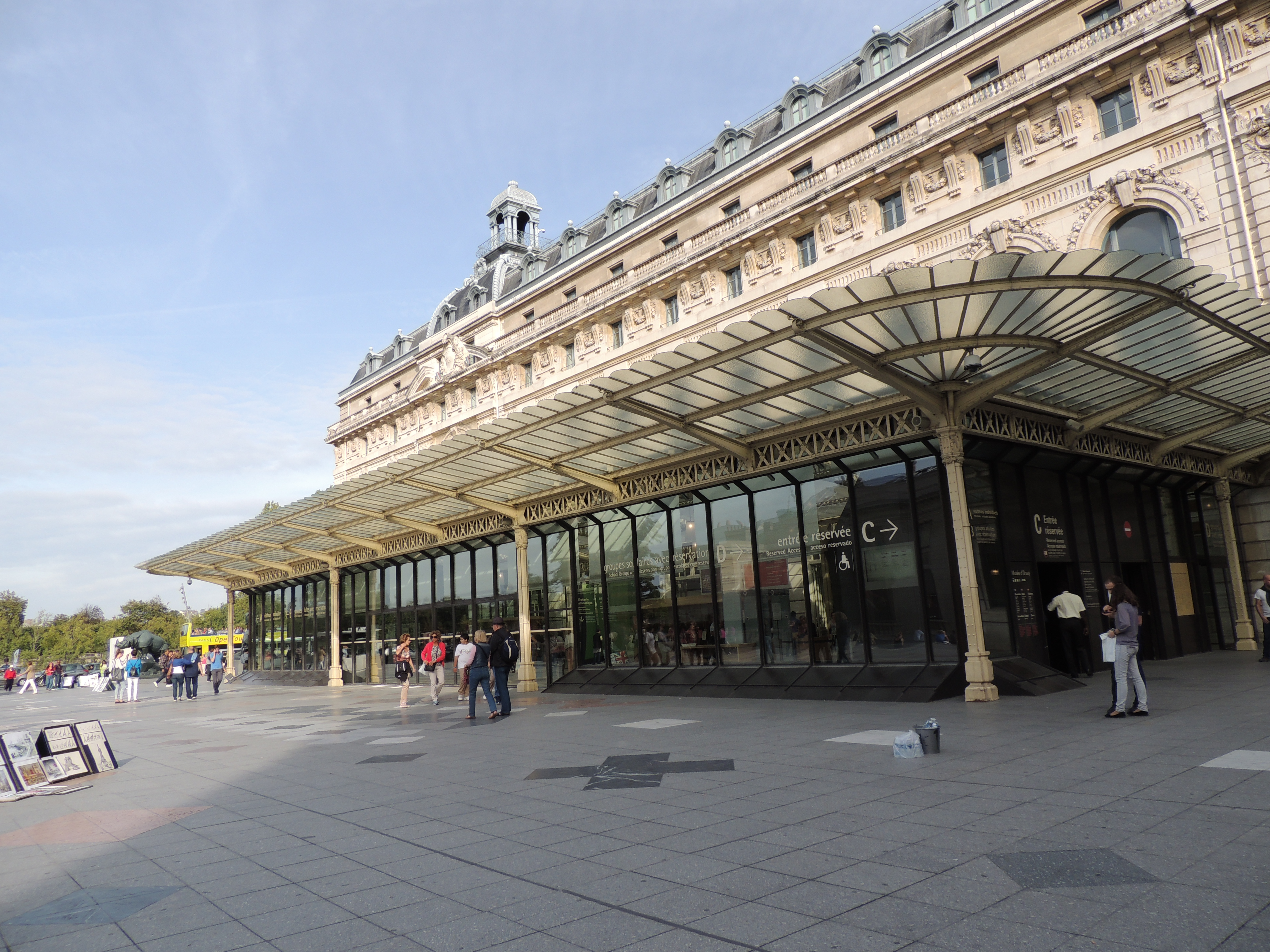
Le musée d'Orsay à Paris abrite un grand nombre de toiles impressionnistes.

### Cote sur le marché contemporain de l'art

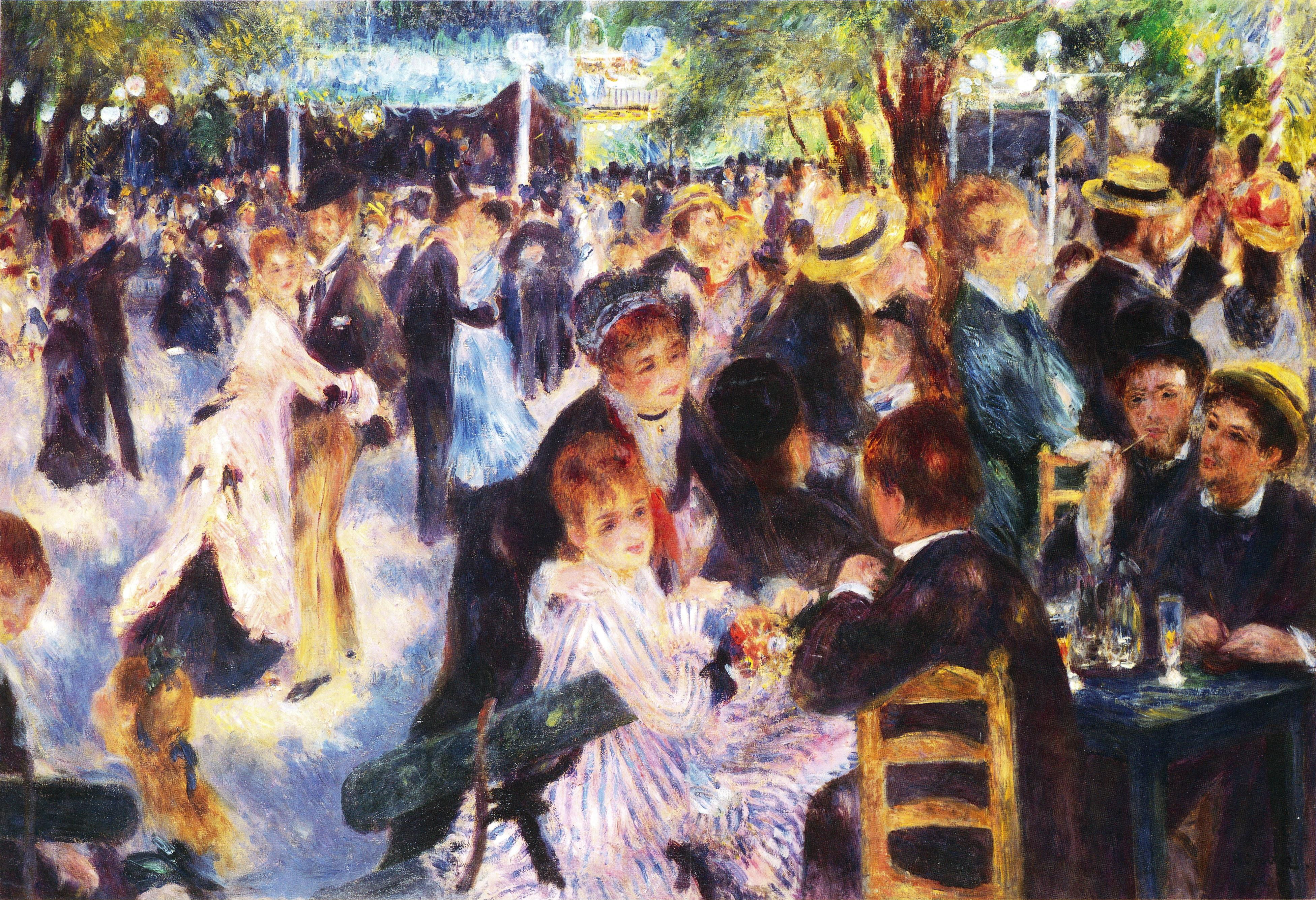
Auguste Renoir, Bal du Moulin de la Galette, 1876.
Le tableau existe en deux versions, dont celle-ci atteint presque 80 millions de dollars aux enchères en 1990 ; l'autre appartient au musée d'Orsay.

Les toiles impressionnistes conservent, au début du XXIe siècle, une cote importante sur le marché de l'art : l'intérêt des collectionneurs ne fléchit pas au fil du temps et les prix sont souvent très élevés. Ainsi en 2019, l'une des Meules de Monet dépasse les 100 millions de dollars lors d'une vente chez Sotheby's, le précédent record de vente pour un Monet (de la série des Nymphéas) s'élevant déjà à près de 85 millions de dollars. Plusieurs tableaux de Cézanne ou de Renoir rencontrent un fort succès, comme Les Joueurs de cartes vendus pour 210 millions de dollars en 2011 ou bien la version « Whitney » du Bal du Moulin de la Galette qui est vendue en 1990 pour 78,1 millions. De grandes maisons de vente internationale comme Christie's témoignent de cet intérêt sans cesse renouvelé pour l'achat d'œuvres impressionnistes et affichent des résultats d'enchères très élevés : 40,9 millions de livres en 2008 pour Le Bassin aux nymphéas de Monet ; 10,2 millions de livres pour un Pissarro en 2012 (Jardin et poulailler chez Octave Mirbeau, Les Damps) ; 7 millions en 2013 pour Après le déjeuner de Berthe Morisot.